# Кавалетен портрет през Ранния ренесанс
Кавалетният портрет по време на Ранния ренесанс е част от историята на Италианския ренесансов портрет и е разгледан според различните школи на територията на днешна Италия.

## Ранен профилен портрет във Флоренция
Флорентинският кавалетен портрет от Ранното Куатроченто съхранява в стила си зависимостта от монументалната живопис: грубост на формите, простота на детайла, ефектност на колорита. Една такава малка картина изглежда просто като фрагмент от фреска и се чувства по-голяма от истинския си размер. Такова портретно изображение няма нищо камерно. На този етап на развитие италианският портрет гравитира към фреската (а Северният Ренесанс към миниатюрата). Първите флорентински портрети често са просто повторения върху дъска на нарисуваното вече на стенописите. Тези копия са правени за частни къщи, обикновено с възпоменателна цел.
Вазари посочва, че тези хора, чиито образи Мазачо рисува в „Освещаване на църквата „Санта Мария дел Кармине““, имат подобни портрети, изписани от Мазачо, намиращи се и в дома на Симоне Корси. Несъмнено става дума за повторения в кавалетна форма на фресковите портрети.
Съхраненият паметник, който най-вероятно принадлежи към подобен вид произведения, е „Пет знаменити мъже на Флорентинския Ренесанс“ (42х210 см, Лувър, Париж) с догръдните портрети на основателите на флорентинското изкуство: отдолу са написани имената на Джото, Учело, Донатело, Антонио Манети и Брунелески. По-рано произведението се е считало за дело на самия Мазачо, сега се счита по-често на Учело (в този случай тя се датира от 1450-те – 1460-те г.), но увереност в това няма. Безспорно това е „фрагмент“ от фреска, макар и в лошо състояние. Някои предполагат, че това е по-късно повторение на портретите от „Освещаване“ на Мазачо, и че т. нар. „Джото“ всъщност е автопортрет на Мазачо (тази хипотеза не е приета). Лицата са толкова силно пренарисувани, че е трудно да се опознаят в тях прототипите от епохата на Куатроченто, а т. нар. „Учело“ въобще не е портрет, а повторение на главата на Ной от фреската „Потоп“ от същия художник. Петте глави са дадени в различни ракурси и са осветени от различни страни – те са механично събрани като фрагментарни повторения на фигури от една или няколко фрески.

Все пак, заимствайки художествените качества на фреската, кавалетният портрет придобива свой собствен стил и художествена структура. От цялото разнообразие от техники за представяне на портрет, налично на стенописите и олтарните рисунки от онова време, само една преминава в кавалетния портрет и остава за дълго време – профилната. Това е повлияно от традицията на дарителския портрет, както и от вече утвърдения тип късноготически кавалетен портрет на френско-бургундския кръг. Но се усеща и влиянието на портретните изображения на старите монети, медали и скъпоценни камъни. Когато се ражда и ренесансовият медал, тази зависимост става още по-осезаема. За Северна Италия това сближаване е по-характерно отколкото за Флоренция.
Тези източници обуславят формалните особености и смисловото значение на профилния портрет. Той до голяма степен има мемориален характер (както и медалите, и дарителските изображения). Профилната композиция, в която доминира линйният контур, подтиква художника към избиране е опростяване, т.е. налице е типизация на наблюдаемия обект. Така художникът получава възможността с простите средства на рисунъка да предаде най-забележителните черти на лицето. В профилния портрет индивидуалното настъпва чрез типичното, но без да разрушава художествената цел. Тази каноническа устойчивост на композицията в това време се асоциира с античния прототип.
Основател на ренесансовия портрет във Флоренция е Мазачо (незапазени портрети във фреската „Посвещение” в Капела „Бранкачи“ и портрети на дарители в „Троицата” – виж по-горе). Но за неговите експерименти в жанра на стативния портрет може да се съди само по по-късните творби на майсторите от Флорентинската школа. Така „Мъжки портрет" от Бостън (който му се приписва) в сравнение със стенописите с негово авторство е лошо моделиран, изглежда плосък, а острите му контури и сложната линия на шапката гравитират към линейно-декоративното стил на флорентинските портрети от кръговете на Паоло Учело, а не на строгия и пластичен Мазачо. Трябва обаче да се има предвид, че портретът е измит и пренарисуван, поради което силуетът става по-графичен. Най-вероятно това е реплика на изгубения оригинал на четката му.
Четири други се свързват с този портрет. Според Гращенков пет от тези четири портрета се връщат към един общ прототип и образуват единна стилистична група: изображението на бюст на неутрален цветен фон в строго профилна композиция, което се допълва от парапет в долния край (липсващ в Бостънския портрет, вероятно отрязан). Плоскостно интерпретираният парапет придава на профила композиционна завършеност. Използван е за различни надписи. Сякаш нарочно художниците избягват всякаква възможност да придадат триизмерен обем (чрез перспектива или светлосянка), дават в профил не само лицето, но и раменете; формите са слабо обработени и едва се издигат. Основните изразни средства са линията, силуетът и контурът. Благодарение на това портретът придобива непреходен характер, освобождава се от изменчивостта на времето.
Най-вероятно това са посмъртни портрети (за разлика от нидерладските от този период, които са рисувани на живи хора): например Матео и Микеле Оливери са вече стари през 1430-те години, тоест е възможно техните портрети се отнасят към някои по-ранни техни изображения и да имат доста далечна връзка с оригиналите им, а приликата да е много фиктивна. И двата портрета биха могли да доведат до по-голяма семейна портретна галерия, която би могла да се състои от идеализирани и въображаеми портрети на няколко поколения от семейство Оливери. Следователно подобни портрети трябва да се разглеждат като камерно отражение на монументалния жанр „знаменити мъже“, те отразяват култа към семейството, припокривайки се с градския жанр.
- Доменико Венециано (?), Матео Оливиери (1440 - 1450), Национална худ. галерия, Вашингтон
- Доменико Венециано (?), Микеле ди Матео Оливери (ок. 1440 -55), Музей „Крайслер“, Норфолк
- Мазачо (?), Мъжки портрет (ок. 1430-1450), Национална худ. галерия, Вашингтон
- Паоло Учело (?), Мъжки портрет, Музей „Беноа-Мулен“, Шамбери.

В зависимост от това на кого са приписвани (авторите им се наричат Мазачо, Учело, Доменико Венециано, Доменико де Бартоло и ранният Пиеро дела Франческа), тези пет портрета са датирани в периода 1430-1550 г. Тъй като те образуват очевидно стилистично единство, разумно е да се предположи, че има установена художествена традиция и тези пет произведения са случайно оцелели примери за голяма група портрети, излезли от флорентинските работилници; навярно много семейства събират подобни семейни галерии, създадени по същия тип. 
Разбира се те са изпълнени от различни автори, но тяхната точна датировка и авторство са неразрешими и има причини за това: във Флоренция кавалетният портрет не принадлежи към водещите жанрове и неговото изпълнение не е считано от художници и поръчители като отговорна творческа задача, равна на създаването на фреска или олтарна композиция. Кавалетният портрет се възприема само като средство за повтаряне на изображения в монументалната живопис, те виждат репликата си в нея и често са създавани не от майстора, а от неговия асистент, и то не веднага, а известно време след създаването на изображението на фреска (в памет на семейството, навярно след смъртта на модела). Понякога върху тях са посочвани имената на моделите, но няма авторски подписи. Безличният начин на изпълнение прави невъзможно идентифицирането на ръката на художника, а лошото състояние на картината прави това още по-трудно. 
Ранните профилни портрети на Флоренция са създадени в съответствие с гражданския идеал от онези години и нямат нищо лично и интимно. Те отразяват идеята за доблестната личност и нейното морално право да бъде запечатана в паметта на поколенията. Въпреки че са далеч по-ниски от живописността на нидерландския портрет, те са проява на чисто светски мироглед, който отваря нова страница в развитието на хуманистичните принципи на изкуството. От същия тип е изследването на мъжка глава от Паоло Учело от Уфици: силно избледняла и загубила много детайли, но моделирана със светлинен цвят доста енергично. Именно въз основа на такива проучвания са създадени портретите на стенописи - например това може да се види, ако сравним рисунката с изображението на сина на Ной от фреската на Учело „Опиянението на Ной" (според Вазари това е скрит портрет на приятел на художника – скулпторът и художникът Дело Дели).
Наред с мъжките кавалетни портрети във Флоренция се появяват и женски. Изработени са в същата профилна традиция, но по своите художествени характеристики и предназначение се различават от мъжките. Сред тях се открояват три портрета със своя архаизиращ стил, приписвани на Паоло Учело и Доменико Венециано. Те са близки до профилните изображения на принцеса в два „Свети Георги“ на Учело от 1450-те години и до образа на Света Лучия на нейния олтар – дело на Доменико Венециано (Уфици, Флоренция). Те се приписват и на Майстора от Чита ди Кастело  – анонимен непълнолетен флорентински художник, реконструиран от Бергсон и Офнер. Може би два подобни подобни портрета на неизвестен майстор, близък до късния стил на Учело, служат за модел на незапазен женски портрет от Доменико Венециано.
- Паоло Учело, Свети Георги и принцеса (1456-1460), Париж
- Доменико Венециано, Олтар на света Лучия (ок. 1445), Уфици, Флоренция

Женските профилни портрети, в сравнение с мъжките от същото време, са по-конвенционални, а декоративният елемент е много по-изразен в тях. Силуетите са грациозни и крехки, графично очертани на син фон. Деликатните лица са лишени от най-малкия светлинен релеф, сякаш са изрязани от хартия. Десенът на роклите, колиетата и мрежичките за коса изглеждат като плоскостна апликация по контурите на полуфигурите. Линейно-орнаменталната стилизация на живата форма тук достига своя връх, напомняйки на късноготическия придворен портрет. Авторът на тези портрети все още живее от идеалите на международната готика, отдавна остарели в творчеството на флорентинските майстори; тези портрети напомнят по стил на гоблените и касоните. Отделните черти на лицето едва условно си проличават чрез конвенционалния стереотип за изискана женственост; бижутата и козметиката обезличават. От женските портрети от онова време те изискват не сходство, а съответствие с идеала за красота, разработен в аристократична среда. Портретното изображение става изтънчено и елегантно, а индивидуалното начало се разкрива много слабо. Следователно в женския портрет за доста дълго време се запазва профилната композиция. 
Ранните женски портрети, както и мъжките, са възпоменателни, но едва ли са предназначени за семейни галерии. Те биха могли да бъдат поръчвани като имитация на придворните обичаи от страна на флорентинците по повод сватбени тържества, т.е. да представляват изображения на булки или младоженци. Те биха могли да бъдат направени при сключване на сватбен договор. Приблизително по същия начин голи фигури на момичета и момчета – идеални прототипи на техните собственици са изрисувани от вътрешната страна на капаците на сватбените касони, а назидателни сцени (шествия, триумфи и т.н.) са изрисувани отвън - т.е. в профилните портрети се забелязва нюансът на непринуденото ежедневие, съчетан с условността. В портрета на Алесо Балдовинети е запазена същата композиционна формула, а само в очертанията на лицето с дълъг нос е уловено нещо индивидуално. Светлият силует контрастира с тъмния фон и този контраст, придаващ на портретната композиция подчертано плосък характер, се изостря от факта, че картината е донякъде измита. Моделът на три палмови клонки на ръкава вероятно е емблемата на клана Гали.
Два профилни портрета на Филипо Липи заемат специално място сред подобни изображения. Дамите тук са изобразени в интериора - тази техника, срещана за първи път в италианския портрет, значително променя структурата на кавалетния портрет. Поставено в затворено пространство, профилното изображение губи предишната си плоскост и абстрактност, придобивайки по-силен реализъм. Композицията се превръща в картина, съдържаща разказни елементи. В портрета от Музей „Метрополитън“ художникът повтаря нидерландския тип интериор, изписан от ъгъла, с два прозореца в спалните; в по-късен берлински портрет фонът е направен с прозорец под формата на ниша с мивка в раковината. Със сигурност тези картини са имали перспективни рамки, боядисани в холандския вкус към мрамор, което засилва впечатлението за пространствена дълбочина. И съчетаването на гладкия контур на лицето с твърдата геометрия на архитектурата разкрива нови изразителни детайли за портретния жанр. 
Използвайки техниките на холандските портретисти, Липи създава интериорна композиция с чисто италианско решение на изображението. Той не разработва този тип кавалетен портрет веднага, а изхожда от съществуващи образци на профилен портрет, както и от дарителския портрет в многофигурната композиция. В неговото „Благовещение” (Палацо Барберини, Рим) са нарисувани двама оживени жестикулиращи дарители в ъгъла, оградени от зрителя с глух парапет. Тук ефектът от вътрешната изолация е вече очевиден. След като се превръща в самостоятелна кавалетна картина в творчеството на Липи, неговият портрет не губи напълно формалните и образните си връзки с източниците, от които е възникнал: ниският срез наподобява на този в изображенията на олтарните картини и стенописи, а профилът придава вечна откъснатост, неутрализирайки едва очертания нюанс на ежедневната непосредственост. Например берлинският портрет е плах опит за негов двойник, но очите на младия мъж и момичето не се срещат. Ако се съди по герба на Сколари, това вероятно е Лоренцо ди Раниери Сколари, наследник на Филипо Сколари. Портретът е изпълнен със символика - на ръкава на момичето е избродирана думата „лоялност“, на рамото тя има брошка с емблемата на Медичи, градината пред прозореца е възможно символична „градина на любовта“. По-късен портрет от Берлин е по-солиден: моделът не е толкова елегантен, а по-спокоен и портретът е по-добре композиран.
Все пак въвеждайки затворения интериор и отворения пейзаж в композицията на портрета, Филипо Липи, за разлика от нидерландците, не взема предвид особеностите на осветлението и използва донякъде конвенционален метод на разсеяна светлина от един източник (отпред, леко встрани). И в по-късните портрети от този тип профилите няма да бъдат свързани с ефирната среда на фона на пейзажа, докато Пиеро дела Франческа не реши този проблем в Диптиха от Урбино. Липи и последвалите портретисти (като Антонио Полайоло) променят само декоративния син фон на синьо небе с облаци. Интериорните мотиви са решени с максимална сбитост. Флорентинците се характеризират с идеално обобщено разбиране на портретното изображение, което директно диктува подходящия дизайн на средата.

#### Портрет в позиция 3/4
В средата на 15 век в развитието на флорентинския портрет се забелязва нова тенденция. Той съхранява привързаността си към профилния тип композиция, но предприема първи опити да премине в три-четвърти позиция. Този прийом вероятно е подсказан от нидерландските портрети, както и от развитието на флорентинския скулптурен портрет. Първите образци на новия тип композиция са репликите на портрети от монументалната живопис или подражават на тях. Такива фрагментарни копия от стенописи (например изгубените картини на църквата „Сант'Еджидио“) вероятно са два портрета на членове на Дом Медичи от Цюрих. Предположението се основава на факта, че лицата им са обърнати в различни посоки, но осветени от дясно, а в оригиналните кавалетни портрети източникът на светлината е винаги отляво (при стенописите той варира спрямо разположението на прозорците в истинската стая).
Портретът на художника Андреа дел Кастаньо (Нац. галерия, Вашингтон) показва по-далечна, но все пак забележима връзка с монументалната живопис. Приписването на този портрет на този художник е под съмнение, тъй като е нарисуван преди 1457 г., което е твърде рано за 3/4 портрет, тъй като този тип изображения се появяват в Северна Италия след 1460 г., а във Флоренция след 1470 г. Той няма нищо общо с нидерландските портрети – липсва съзерцание, липсва интимност, но се вижда близостта до „известните мъже“ на същия художник – героична изолация от ежедневието и героичното спокойствие. В този образ все още има много идеална абстракция, той не предава съвсем индивидуалността, но идеалът на ренесансовата личност се появява в него изключително цялостно.
Не са останали много портрети от този период и от тях моделите и етапите могат да бъдат установени по-скоро приблизително. В наследството на отделни майстори може да се види придържането към техниките и методите, разработени по-рано, както и желанието да се добави нещо свое, ново в тях. По време на развитието на портрета в Куатроченто се извършват творчески търсения: понякога това са единични експерименти, които не водят до промени, но често водят до промяна в установените норми на композиция и създаване на нови типове, които по-добре отговарят на необходимостта от реалистична характеристика на индивида.
Сиенската школа също има портретни изображения на 3/4 позиция, но в цял ръст.
- Пиетро ди Франческо Ориоли, Сулпиция (ок. 1493-95), Музей „Уолтър“ (Балтимор, Мериленд)
- Майстор на историята за Гризелда, Йосиф Египетски (ок. 1490/1495), Национална худ. галерия (Вашингтон)
- Майстор на историята за Гризелда, Александър Велики (ок. 1494), Худ. институт „Бабър“ (Бирмингам)
- Майстор на историята за Гризелда, Тиберий Гракх (ок. 1493-4), Будапеща
- Майстор на историята за Гризелда, Артемизия (1492), Музей „Полди Пецоли“ (Милано)
- Нерочо де Ланди, Клавдия Квинта (ок. 1490), Национална худ. галерия (Вашингтон)

### Джентиле да Фабриано и Пизанело
Докато флорентинците тепърва се запознават с кавалетния портрет, Северна Италия вече го познава добре - те се ръководят от произведенията на придворните портрети на френско-бургундския кръг: гоблени, миниатюри и кавалетни изображения, които вероятно се озовават в Италия благодарение на обичая да се разменят портрети между дворовете. Един такъв бургундски портрет на жена (Вашингтон) дори се приписва на Пизанело.
Венецианецът Маркантонио Микиел оставя доказателство за два изгубени портрета на Джентиле да Фабриано, които, съдейки по описанието му, са близки до творбите на братя Лимбург и Жан Малуел: на единия портрет е представена мъж в профил, с качулка на главата и с черно наметало, държи богата броеница, направена в релеф от stucco (такъв релеф е използван и от северните портретисти, например в женския портрет, споменат по-горе, моделът е насложен със златна тел). Вторият портрет, също в половин дължина и профил, изобразява млад духовник. И двата портрета, очевидно на баща и син, са диптихи. Те не са запазени, но за портретното умение на Джентиле може да се съди от образа на дарителя в „Мадоната със Св. Никола и Св. Екатерина Александрийска“ (Берлин). Този профил контрастира със своята жизненост с условността на другите фигури.

В църквата Сан Джовани в Урбино има фрески на сънародниците Джентиле да Фабриано, умбрийските майстори на братята Лоренцо и Якопо Салимбени. Те съдържат вмъкнати портретни фигури в наметала с качулка, напомнящи на описанията на портретите на Джентиле да Фабриано. Като стилистична аналогия на изгубените портрети на Джентиле тези фигури са доста сполучливи. Всъщност стилът на Джентиле постепенно еволюира от северно-италианска международна готика към по-реалистична интерпретация на фигури и пространство. Според хуманиста Бартоломео Фацио в Рим художникът рисува портрети на папа Мартин V и 10 новоизбрани кардинали. Те не са запазени, но Рогиер ван дер Вейден, идвайки в Рим, говори добре за творчеството му.
Пизанело, както и Джентиле, е говорител на идеалите на рицарския живот, които изчезват в миналото. Той е отличен чертожник и в своите творби съчетава приказна фантазия и наблюдателност, стилизирана декоративност и натурализъм на детайлите, превръщайки се в последният готически художник и първият ренесансов. Ако в живописта той все още е преходен майстор, то в медалите от 1440-те г. е вече безспорен ренесансов портретист. Първите сведения за него като портретист се отнасят към 1415 - 1422 г., когато работи върху картината на залата на Големия съвет в Двореца на дожите във Венеция. Но портретите в тези оцелели стенописи най-вероятно не се различават по стил от тези, създадени от Алтикиеро и неговите ученици в края на 14 век. Тогава Пизанело работи във Верона през 1420-те г. („Мадона с яребица“, фреската „Благовещение” от Сан Фермо) и в тези негови творби се вижда тясната му връзка с късната готика на Милано (Микелино да Безоцо) и Верона (Стефано да Верона). Може би, пребивавайки в Павия и Мантуа през тези години, той работи като придворен портретист. Пътува много (може би до Флоренция като асистент на Джентиле да Фабриано) и до Рим (където завършва фрески за него) и това разширява кръгозора му. В Рим се запознава с античните паметници и вижда портрети – дело на Джентиле и на Мазолино.
Завръща се във Верона през 1433 г. като зрял майстор с реалистично разбиране за портрета. През този период са създадени неговите скици за портретите на император Сигизмунд и обкръжението му (самият портрет на императора е нарисуван от неизвестен бохемски майстор). Мъжкият профилен портрет от Палацо Росо в Генуа е най-вероятно негова работа и макар и в лошо състояние, запазва общия декоративен ефект на ранните профилни портрети. Неговото авторство не може да бъде признато за неоспоримо, поради което за истинския стил на Пизанело може да се придобие представа само по два портрета на представители на династията Есте.
Едно време се смята, че това са сдвоени портрети на Леонело и съпругата му Маргарита Гондзага, но те не съвпадат по размер и кройка. Може би жената, на чийто ръкав е бродирана ваза, символът на Есте, е Джиневра, тъй като клон от хвойна (италиански ginepro), сестрата на Лионела, е залепен зад ревера на роклята ѝ. В примера на този портрет могат да се видят специфичните разлики между придворното портретно изкуство на Северна Италия и разбирането за портрета от страна на флорентинците. Пизанело рисува принцеса Джиневра в профил, с леко завъртане на раменете, като взема композицията от френско-бургундския стил; но за разлика от него не показва ръцете ѝ и вместо неутрален фон дава сложен декоративен пейзажен мотив. Жената е изобразена като в беседка. Профилът и фонът образуват едно декоративно цяло, картината наподобява решетка. Тясната аналогия с този портрет може да се види в образа на принцесата от „Свети Георги и Дракона“ (1436 – 1438 г., Св. Анастасия) – светлият профил е рисуван на фона на гъста зеленина, шарката на роклята и облеклото ѝ отразява модела. За тази фреска е запазена скица на женска глава – тя е естествена, но Пизанело я преработва в посока на по-голяма идеализация.

Портретът на Леонело д’Есте е нарисуван няколко години след образа на сестра му, което личи от еволюцията на уменията на художника – нещо ново се появява във формален и идеологически план. Профилът е подреден в по-„медален“ стил, фонът не е килим, а по-приглушен. В живописния портрет на Леонело могат да се уловят реминисценции на класическия идеал (тълкуван е като образ на Цезар).
Портретът на Леонело е нарисуван няколко години след образа на сестра му, което личи от еволюцията на уменията на художника – появява се нещо ново във формален и идеологически смисъл. Профилът е подреден по-скоро „медално“, фонът не е покрит с килим, а е заглушен. Клиентът е голям любител на Юлий Цезар – както на неговите писания, така и на изображенията върху древноримски бронзови монети и това се отразява на кръгозора на Пизанело. Като сватбен подарък през далечната 1435 г. художникът му изпраща „Портрет на Юлий Цезар" - кутия във формата на книга с капак, вътре в който има малка картина на Цезар върху дъска в позлатена рамка (не е запазена). Докато е в Рим, Пизанело, подобно на Джентиле да Фабриано, скицира много антики. Запазена е голяма група рисунки от кръга на двамата художници, където класическите мотиви на римските саркофази са интерпретирани със забележима готическа стилизация; интересът към тях е наследен от повърхностния „класицизъм", който преобладава сред художниците от Късното треченто (например Алтикиеро) и наивното любопитство на ломбардските готически чертожници-колекционери. Но по-късните рисунки на Пизанело са по-дълбоки, което е улеснено от прякото му запознаване с идеите на ренесансовите хуманисти. Във Ферара той се сближава с Гуарино да Верона, на когото подарява „Свети Йероним“ и който в замяна на това му посвещава ентусиазирана поема на латински. Със сигурност се среща и с Леон Батиста Алберти и би трябвало да познава медалния му профилен автопортрет. Така контактите с хуманистите оказват пряко влияние върху медалното изкуство на Пизанело, но в живописния портрет на Леонело могат да се уловят реминисценции на класическия идеал (тълкуван в образа на Цезар). В портрета се вижда и друг аспект от личността на модела – придворната рицарска култура, изискания лукс, турнирите, строгият придворен церемониал (типични черти на феодалното общество). По своя лукс Ферара се оприличава на бургундския двор от периода на „Средновековната есен“ и през целия Ренесанс остава основен център на придворната култура. 
- Медали на Пизанело
- Йоан VIII Палеолог
- Джанфранческо I Гонзага
- Филипо Мария Висконти
- Николо Пичинино
- Сиджизмондо Малатеста
- Свадбен медал на Леонело д’Есте (1444)
- Доменико Новело Малатеста
- Чечилия Гондзага
- Алфонсо V Арагонски
- Иниго I д'Авалос

Пизанело рисува този портрет, когато вече има значителен опит в изкуството на медалното изкуство. Този нов дух на класическата героизирана интерпретация на личността, която постепенно се появява в ранните медали, сега е отразена в живописния портрет. Този остарял идеал ще лежи в основата на целия стил на медалните на Пизанело от 1440-те г. От момента, в който той излива първия си медал (в чест на император Йоан VIII Палеолог) през 1438 г., пътищата на развитието на живописния и медален портрет в неговото творчество тясно се преплитат. Неговият медал на Джанфранческо I Гондзага (1439) все още е близък по стил до неговата живопис, но в следващите му медал (на Николо Пичинино, Филипо Мария Висконти, Франческо Сфорца в периода 1441-42 г.) има преход към ново разбиране на портретния образ.
Този тип, който е фиксиран в живописния портрет, директно се повтаря от майстора на сватбения медал на Леонело д'Есте (1444), след това се развива в медалите на Сиджизмондо Малатеста (1445), Доменико Новело Малатеста (1445), Лудовико Гондзага (1447 г.). А портретът на Чечилия Гондзага (1447), напротив, разкрива връзка с по-малко класическата традиция на женските портрети на Пизанело. В профила ѝ отеква образът на дама от една от недовършените фрески на Херцогския дворец. Развитието на единен портретен стил на Пизанело през 1440-те г. е улеснено от факта, че той прави медали и живописни портрети, базирани на същите работни скици от натура. Освен това портретите на малки медали се възпроизвеждаха лесно в големи рисунки.
Несъмнено Пизанело рисува и други живописни портрети, но нито един от тях не е оцелял. Но галерията му с медали включва изображения не само на суверени, но и на хуманисти като Виторино да Фелтре (ок. 1446) и Пиер Кандидо Декабрио (1447-8). Те съчетават индивидуализацията на портрета с нарастващата героична „древност“ на изображението, което достига кулминацията си в трите медала на Алфонсо V Арагонски (1449). Еволюцията на живописните портрети вероятно върви по подобен начин. Идейната и художествена специфика на късния портрет на Пизанело, според Грашченков, е особено пряко отразена в последното му произведение – „Портретът на Иниго д'Авалос“ (1449). За разлика от повечето му други медали, където профилът е разположен в центъра на диска, оставяйки място за надписи, тук портретът е плътно вписан в полето. Портретното изображение тук е два пъти по-голямо от обичайния мащаб - това вече е барелефен портрет, който в намалена форма повтаря характеристиките на кавалетната композиция. В обобщена рисунка на очертан профил естетиката на портрета, разработена в републиканската Флоренция, се съчетава с хуманизираната естетика на придворния портрет. Гербът и емблемите на модела са премахнати на обратната страна.
Неговите живописни и медални портрети играят изключително важна роля в развитието на портретното изкуство на 15 век, дори може да се говори за „пизанелианската” традиция на профилния портрет от онова време. Среща се сред северните италианци (ранният Андреа Мантеня, Козимо Тура, Балдасаре д'Есте, Бонифачо Бембо). Тя може да бъде проследена действително до края на 15 век в сводестите форми на профилния портрет на Северна Италия и чрез Якопо Белини преминава в творчеството на Джентиле Белини. Под нейно влияние се появява портретът на Сиджизмондо Малатеста в ранната фреска на Пиеро дела Франческа (Църква „Сан Франческо“, Римини) и в неговия Диптих от Урбино. Основният център, от който се разпространява „пизанелианската” традиция, е Ферара (оттам идват и два от оцелелите му кавалетни портрети). През 1441 г. Якопо Белини се запознава с изкуството на Пизанело, а през 1447 г. Джовани да Ориоло рисува друг портрет на Леонело д'Есте, също в профил (вероятно въз основа на медала на Пизанело). През май 1449 г. същият модел е нарисуван от Мантеня (не е запазен), а на гърба му има изображение на Фолко ди Вилафора, близък на Леонело.

### Матео де Пасти, Пиеро дела Франческа
Пиеро дела Франческа през 1451 г. се премества в Римини в двора на Сиджизмондо Малатеста и използва практиката на Ферара, за да създаде своите произведения. Споменатата по-горе фреска на Сиджизмондо Малатеста пред Св. Сигизмунд (1451 г., църква „Сан Франческо“ в Римини) включва портрет на дарител, който е нарисуван въз основа на медала на Матео де Пасти (1446 г.), известен в три варианта. Обратната страна на същия медал е изображение на Крепост „Рока Малатестиана“, която Пиеро рисува като реален изглед в кръгъл прозорец върху фреска, повтаряйки върху рамката същия надпис с датата, която е и на медала. Тогава тази фреска служи като кавалетно копие (Лувър), което се приписва на Пиеро дела Франческа (според Грашченков това приписване е доста съмнително). Това е ярък пример за стилистичното единство на портретните форми на различните видове изкуство - портретът от медала се пренася във фреската, а оттам – в кавалетната картина, а се случва и обратното. (междувременно кавалетният портрет се развива в ренесансовия стил по-бавно от стила на медала, който се оказва много по-реалистичен, тъй като е по-повлиян от идеите на хуманизма). Например портретът на Леонело д'Есте от Джовани да Ориоло, в сравнение със съвременните медали на Матео де Пасти, изглежда много по-безжизнен.
- Матео де Пасти, Сиджизмондо Малатеста
- Матео де Пасти, Изота дели Ати
- Матео де Пасти, Гуарино да Верона
- Матео де Пасти, Леон Батиста Алберти

Собственият му медал с портрета на хуманиста Гуарино да Верона се отличава с мощна пълнокръвност на живота, каквато не може да се намери в съвременния му ферарски кавалетен портрет. Изображението му на Изота дели Ати (1446) със своя реализъм далеч надминава женските образи на Пизанело и на флорентинските майстори от средата на века. Неговият портрет на Леон Батиста Алберти е много по-точен от автопортрета на Алберти в същия жанр.
Изрични и скрити дарителски портрети се срещат в много от произведенията на Пиеро дела Франческа преди това. Те са интересни с това, че винаги са мислени от твореца в тясна връзка с околната среда и с духовния център на композицията, което е особено явно в известния му Диптих от Урбино. В ранния полиптих „Мадоната на състраданието“ (1445-62, Пинакотека на Сансеполкро) под покрова на Божията майка са поставени малки фигури, от които само една е по някакъв начин портретна. Фигурата най-вдясно в неговото „Бичуване на Христос“ (виж по-горе) е по-индивидуализирана, а Херцогът на Урбино е още по-характерен в споменатия вече олтар на Монтефелтро, изписан почти с магически реализъм, не без нидерландско влияние. Специално място сред портретното му наследство заема „Свети Йероним с дарител“ (ок. 1450-55, Венецианска академия). Лицето на дарителя в профил е доста опростено, фигурата е плоска, но пейзажният фон, който е важна част от композицията, диктува настроението на картината. И двамата актьори живеят в хармония с тази природа, неразделни са от нея. Тази картина е предшественик на известните пейзажни фонове на Диптиха от Урбино.
- Пиеро дела Франческа, Мадоната на милосърието (1460-62)
- Пиеро дела Франческа, Олтар Монтефелтро, детайл с изображението на Херцога на Урбино
- Пиеро дела Франческа, Свети Йероним с дарител (1440-50), Галерия на Академията (Сиена)

Естетиката на ренесансовия профилен портрет получава най-висок израз в в известното произведение на Пиеро дела Франческа „Диптих от Урбино (Портрет на Федерико да Монтефелтро и Батиста Сфорца)“. То е синтез на флорентинската и северноиталианската традиция на портретното изкуство от средата на 15 век, обогатена от творческото използване на колористични постижения на нидерландската живопис. Идеалистично-типизиращото се съчетава тук с жизненост и конкретност, а придворният портретен жанр получава ярка хуманистична интерпретация. Тези профили на модела на фона на пейзажа (неразривно свързани с образите на техния героичен триумф на гърба) стават символ на една нова ера. „Откриването на света и човека” тук се явява през призмата на ренесансовия идеал за индивидуалната личност. Грашченков посочва, че „тази творба, както формално, така и идейно, е най-значимото от всичко, което е създадено от италианските портретисти от Ранния Ренесанс“. Този портрет има много иновативни черти, създадени въз основа на активното развитие на традициите, въведени вече преди него (сдвоени портрети на съпрузи в тип диптих, декорация на обратната страна на портретите със сюжет, пейзажен фон). Художникът синтезира медалния принцип на двустранна композиция с пленерно изображение на пространството (което успява да пресъздаде в своите стенописи и олтарни картини) и така стига до художествено решение, което коренно променя цялата медална традиция на картинния профилен портрет. В този диптих пейзажният фон е много важен. Човекът доминира над природата, а портретните изображения са напълно освободени от религиозния дух, който присъства във всички дарителски портрети на Пиеро, и тази картина е истински продукт на светската хуманистична култура. Портретните профили властват над пейзажното пространство. Главите се издигат над линията на хоризонта и тази комбинация изглежда противоречи на цялата природа на профилния портрет, който винаги е гравитирал към равнината. Но художникът не премахва това противоречие, а извлича от него нови възможности в интерпретацията. Това до голяма степен се улеснява от новата техника на маслена живопис, възприета от Нидерландия. Пиеро заменя декоративния цветен фон с пейзажен и така завладява „третото измерение“, без да прибягва до композиционни трикове. Поставени във въздуха, портретните профили от плосък барелеф стават илюзорно заоблени и се оприличават на живи. Светлосенките позволяват моделирането на обема. Профилът на херцога от диптиха точно повтаря профила от Олтара „Монтефелтро“ (като се вземат предвид изминалите години), като и двата може да са базирани на една и съща рисунка. 
Други кавалетни портрети на художника не са запазени (профилният портрет на сина му Гуидобалдо, приписван му, според Грашченков, не може да е негов). Скритите портрети в зрелите му композиции дават възможност да представи стила му. Той прави опит да подреди „групов портрет“ в една от фреските в църквата „Сан Франческо“ в Арецо - „Победата на император Ираклий над персийския цар Хосрой“, където трима персонажа с портретни черти стоят зад гърба на коленичилия крал. Според Вазари това е поръчителят на картината Луиджи Бачи и неговите братя. Заслужава внимание ликът на Св. Никола Толентински – част от олтара на св. Августин (Музей „Полди Пецоли“, Милано). Може би това е Джовани ди Симоне Анджели, поръчител на олтара. По своя реализъм, физиономични детайли и експресия това изображение е един от най-реалистичните портрети на своето време, доста сравним с творбите на Ян Ван Ейк. Също така „северно“ индивидуалистичен е Св. мъченик Петър в Олтар „Монтефелтро“ (това е възможен портрет на математика Лука Пачоли).
Изкуството на Пиеро дела Франческа, с неговия перспективен синтез на форма и цвят, оказва огромно влияние върху цялата северноиталианска живопис от 1460-те и 70-те години: на художника от Ферара Франческо дел Коса, на Андреа Мантеня (въздушният фон на Залата на младоженците), венецианецът Джовани Белини. Но конкретно в областта на портрета влиянието му е много ограничено. Концепцията на Диптиха на Урбино не е напълно разбрана от съвременниците му: някои профилни композиции, въпреки новото решение, изглеждат вече остарели, а други не разбират изтънчеността на неговия „пленер“. Само в някои произведения на кръга от Ферара може да се намери пряк (макар и опростен) отговор на композицията на Урбино..

## Нови моменти в портрета през 15 век
Налагането на автономен кавалетен портрет в италианската живопис от 15  век протича във времето така:
- През 1-вата половина на столетието безспорно господства профилният догръден портрет, клонящ към плоскостта; индивидуалността на образа се предава с най-характерни черти, лаконичен рисунък и обобщена светлосянка на моделировката. Сходството в тези портрети възниква в зависимост от стила на самия художник, но все пак всички тези портрети се ориентират към някакъв идеален прототип, като наред с тази типична художествена формула за новия идеал за човека, пристъпва индивидуалното и личното.
- В средата на 15 век се забелязва тенденция към жизнена конкретизация. Неутралният фон често се заменя с интериор или пейзаж, а композицията става по-разгърната в пространството.
- През последната трета на 15 век водещото място принадлежи на портрета в ракурс 3/4 или във фас; догръдната композиция често се разширява в допоясна (така в портрета се виждат ръцете и аксесоарите).

Тези формални иновации водят до това, че индивидуалните портретни характеристики на модела се разкриват по-силно. Типичното и идеалното съхраняват своето значение, но загубват едностранната си нормативност и стават естествено и неотменно свойство на конкретната личност. Изразителността на лицата и жестовете се предават с по-силна жизнена правдивост. Италианците откриват за себе си това, което отдавна е известно на нидерландците: позицията 3/4 разширява средствата за изобразяване на по-истинската и по-задълбочена характеристика на човека. Профилът клони към плоскост, а чрез позицията „3/4“ може да се изпълнят обемно главата и плещите, почти като в реално пространство. Това води до по-голяма жизненост. Новият тип на композицията позволява да се достигне по-добър ефект с най-прости живописни средства. В замяна на едно плановостта на профила в новата композиционна формула се открива възможност за свобода на избора за гледна точка към модела, която по-пълно да разкрие както личността на портретирания, така и идеала, който желае да въплъти художникът. Появява се възможност да се предаде живия поглед на портретирания: гледащ право към зрителя или минаващ покрай него. Това позволява да се предаде характер и чувства на модела. Тази възможност не се използва още в пълнота, но представлява важна крачка напред.
Друго важно нововъведение е наличието на пейзаж вместо неутрален фон. В началото това е просто синьо небе с облаци, но скоро обаче се появява конкретен ландшафт (какъвто по-рано се изобразява на задния план на олтарните картини и фрески). В портретите този пейзажен фон играе роля на емоционално допълнение.
Още едно важно завоевание – преходът от догръдна композиция към допоясна. Благодарение на това в картината се появяват ръце, които са едно от най-важните средства на психологическата характеристика.
Тези промени са предизвикани от целия ход на развитието на реализма на Куатроченто. Монументално-героическите и идеално-типическите тенденции, характерни за началото на Ранния Ренесанс, в последната трета на 15 век забележимо отслабват, отстъпвайки място на жанрово-повествователните и субективно-психологическите тенденции. Основният естетически принцип „подражание на натурата“ става по-конкретен. Хуманистичният идеал за личността се запълва с ново съдържание.
При прехода към 3/4-та композиция частично се използват решенията на портрета във фресковата живопис. Също така в методите си за конструиране на портрет художниците започват да се фокусират не върху медала, а върху скулптурния бюст. Скулптурното портретиране се развива активно във Флоренция от 1450-те години и оказва много силно влияние върху практиката на живописния портрет. Но най-важното за италианските портретисти от този период е запознаването им с произведенията на нидерландските майстори. Първите образци на кавалетен портрет в такъв завой в Италия се появяват за първи път около 1460 г. (споменатият по-горе портрет на Андреа дел Кастаньо от Вашингтон).

### Андреа Мантеня
Творчеството на Андреа Мантеня заема, в този преход към новия портретен стил, особено място. Без да къса окончателно с традицията на профилния портрет, той е един от първите, който се обръща към новия стил композиция – „Портрет на кардинал Людовико Медзарота (или Лодовико Тревизано)“ (1459). Той изобразява своя модел почти във фас и, вероятно, следва някакъв нидерландски образец. Но от Нидерландия той заимства в такъв случай само общата формула, схема на композицията, а във всичко останало неговият портрет – пълна противоположност на северния. Той е рисуван с темпера, а не с маслени бои, в него няма живописна мекост и сияещо цветово звучене, обратно – присъства енергичен контраст на боите, който сякаш е пронизителен. Възможно е да го е вдъхновил някой античен портрет.
Доколкото Мантеня е придворен художник, той безусловно често работи като портретист. Съдейки по документите, той рисува несъхранени кавалетни портрети на Лудовико III Гондзага и Барбара фон Бранденбург (1423–1481). Споменавайки конкретно тези фрески, може да се каже, че той широко използва нов тип композиция наред с традиционната профилна. Трима души, са нарисувани в профил в капела Оветари. Съгласно Вазари това са негови близки приятели.
Мантеня рисува впоследствие и кавалетни профилни портрети: „Кардинал Франческо Гонзага“ (възможно е, това да е умалено копие от негов незапазен оригинал), „Мъжки портрет“ (Вашингтон), „Мъжки портрет“ (Полди-Пецоли).
- Кардинал Франческо Гондзага (1460-те), Музей „Каподимонте“ (Неапол)
- Мъжки портрет (ок. 1470), Национална худ. галерия (Вашингтон)
- Мъжки портрет (ок. 1460), Музей „Полди-Пецоли (Милано)

От тези произведения може да се види, че тази втора стилова линия на портрета на Мантеня еволюира към пълнокръвен реализъм и остри индивидуални характеристики, които достигат най-висока изява в портретните изображения на Стаята на младоженците. Представата за периода на творчеството на Мантеня през 1450-70-те години се допълва от медальонни портрети на северноиталиански майстори. Отначало той следва общата "медальорна" традиция на портрета, идваща от Пизанело. Неговите произведения от този период не са запазени, те са паралелни с медальорското изкуство на ферарезеца Антонио Марескоти и мантуанеца Сперандио. Сперандио в своите медали използва портрети на други майстори като първоначални източници (медала на Агостино Буонфранческо да Римини, медала на Галеацо Марескоти, медала на Андреа Барбаза да Месина), пречупвайки, наред с други неща, портретния стил на Мантеня. Мантуаецът Бартоломео Мелиоли в своите медали от 1470-80-те. също отразява стила и образната концепция на Мантеня („Кристиан I“ - медал, направен от изгубен портрет на Мантеня; „Лудовико III Гондзага“ с триумф на гърба). Има пряка иконографска и стилистична връзка между много от другите му медали и неоцелелите произведения на Мантеня.
Вторият източник, от който може да се съди за портретния стил на Мантеня от зрелия период, е работата на веронеца Франческо Бонсиньори, който е бил под неговото силно влияние. Портретите, приписвани на него, могат да бъдат копия на Мантеня или негови имитации (въпреки че са загубили напрежение и изразителност).
Не са запазени стативни портрети на Мелоцо да Форли, въпреки че изображението на Алфонсо Арагонски върху медала на Андреа Гуацалоти (1481), по указание на Гращенков, е пряка репродукция на незапазен портрет на неговата четка. Той показва херцога в изглед три четвърти, а не в профил, което предполага, че скулпторът не е имал профилна рисунка под ръка.
Развитието на портрета в школите на Северна Италия през 2-ра половина на XV век изминава труден път. Местните традиции (оковани от конвенционалните форми на късния готически профилен портрет) са преплетени с влиянието на ренесансовото изкуство на Тоскана и обогатени с нидерландския портрет. В рамките на една и съща школа има различни, понякога противоположни посоки и най-консервативните типове портрети рамо до рамо със самите напреднали. В Северна Италия продължава да се развива придворният портрет, където индивидуалността се представя през призмата на класовите представи. Под влияние на хуманистичната идеология този идеал постепенно се променя: в някои случаи (Анреа Мантеня) той губи своя тясно придворен характер и се развива във възвишено прославяне; в други (Антонело да Месина) той придобива подчертана простота и демократичност, превръщайки се в индивидуализиран портрет, където човек се оценява не чрез класа, а чрез лични качества. Особено този ренесансов принцип намира израз в патрицианската Венеция.

## Ферарски портрет
Ферара е главен център на северноиталианския придворен портрет. През 2-рата половина на 15 век там се създава самобитна школа, в която старите готически форми органически се сливат с новите ренесансови. За формиране на стила изиграват роля тесните политически и културни връзки на Ферара с другите придворни центрове като Милано, Мантуа, Римини и Бургундия, и увеличаващото се влияние на ренесансовото изкуство (Тоскана и Падуа – Донатело, Андреа Мантеня, Пиеро дела Франческа). Нидерландският майстор Рогир ван дер Вейден работи по поръчка на ферарския двор. От документите е известно, че там работят нидерландски, френски и немски живописци и занаятчии. Принципите на ренесансовия хуманизъм се появяват във феодална рамка, съхранявайки елементите от готическия стил (които периодически се усилват, проявявайки се в болезнено маниерна експресия).

Портретът в живописта на Ферара заема доста скромно място и постиженията в него не са много високи, но в него са напълно отразени всички противоречия на придворната култура на Ферара. Развитието протича под знака на консервативните традиции на профилния портрет; новите методи за композиция проникват с голямо закъснение. От нидерландския портрет ферарците са привлечени от най-аристократичната тенденция.
Началото на ренесансовия портрет на Ферара (както в живописта, така и в медалите) е положено от Пизанело, който през 1430-1440 г. работи в двора на Леонело д'Есте. Негов наследник и първият голям портретист на Ферара е Козимо Тура. Неговият портрет на принца от Дом Есте е нарисуван около 1441 г. По композиция, фигуративна структура, колорит (чисто декоративно оцветяване) портретът се доближава до образите на Леонело д'Есте, създадени във Ферара от Пизанело и др. Очевидно той изпълнява официалните си портрети по старата традиция на строго профилния портрет. Не оцеляват живописните негови портрети от 1470-те г., познати от документи, но те са възстановени по медали. Възможно е мъжкият портрет от Вашингтон (който също се приписва на Марко Дзопо) да се свързва с името му - това изображение е в съседство с новата посока на ренесансовия портрет и се откроява сред другите портрети на Ферара със своята остра изразителност на „готически маниеризъм". Портретът придобива характера на стилизирана маска и в него може да се съзре както готическа, така и субективна интерпретация на портретния образ. Но тази тенденция на „готически маниеризъм", която процъфтява в декоративната и религиозна живопис, не може да бъде разпространена в портрета.

Придворният живот изисква постоянно портретиране на членовете на управляващата фамилия. Дарението на портрети по случай годежи, бракове, дипломатически съюзи води до необходимост да се изготвят реплики и копия на портрети. Един и същи портрет от натура може да се използва и от живописци, и от творци на медали. Живописните портрети често се правени по медали (ранен период), а медалите – по живописни портрети (късен период). След Пизанело при този двор работят няколко творци на медали: Амадио да Милано (от 1437 до 1482 г.), „Николаус“ (от 1440 г.), Антонио Марескоти (от 1444 до 1462 г.), Якопо Лисиньоло, Петречино, Лудовико да Фолиньо, Лудовико Корадино да Модена, Сперандио Савели (от 1463 до 1476 г.).
Основното развитие на ферарския портрет върви по линията на профилния портрет, като упорито остава така до края на 15 век. Балдасаре д'Есте, типичен представител на тази тенденция, също работи в двата жанра – живопис и медали. В придворните среди на Милано и Ферара той се радва на славата на ненадминат портретист. Славата му сега изглежда е силно преувеличена – ако се съди по малкото оцелели портрети и медали, той е доста посредствен и изостанал майстор за времето си. Но неговите съвременници оценяват способността да предават близка прилика с оригинала. Затова през 1471 г. му е възложено да копира голям брой портретни глави в Палацо Скифаноя. Неговият портрет на Борсо д'Есте очевидно не е направен под пряко впечатление от натура, а по официално одобрен модел.
Успоредно с консервативната насока на официалната живопис на Ферара се появява по-жива и прогресивна насока, в която охотно се използват нови техники. Художниците от Ферара заимстват отвън, например под влиянието на Диптиха на Урбино се раждат няколко портрета с бюст на мъж на фона на пейзаж. Такъв е мъжки портрет от Музей „Корер“ във Венеция, приписван и на Балдасаре д'Есте. Той е много зависим от Пиеро дела Франческа, но в същото време явно не разбира неговите художествени принципи. Въпреки че моделът също се пренася на фона на пейзажа, това не помага да се предаде триизмерността; той не успява да създаде илюзионизъм от въздушна перспектива, като се  ограничава до наивен ефект на линейна перспектива. Но композицията губи естествената си пространственост, фигурата е вписана от край до край, лицето изглежда като плосък барелеф. Картината е изпълнена с декоративната изтънченост на Школата на Ферара.

Компромисът между традиционния тип портретна композиция и новите художествени принципи е по-очевиден в диптиха, приписван на Ерколе де Роберти с изображение на Джовани Бентивольо и неговата съпруга Джиневра Сфорца. Профилите са дадени на фона на тъмна драпировка и пейзажът се вижда като тясно пространство. Този диптих изглежда архаичен.
- Ерколе де Роберти, Джовани Бентивольо (ок. 1490), Национална худ. галерия (Вашингтон)
- Ерколе де Роберти, Джиневра Сфорца (ок. 1490), Национална худ. галерия (Вашингтон)
- Майстор на историята за хляба, Портрет на Матео ди Себастиано ди Бернардино Гоцадини (1494), Музей на изкуството „Метрополитън“ (Ню Йорк)
- Майстор на историята за хляба, Портрет на Джиневра д'Антонио Лупари, негова съпруга (1494), Музей на изкуството „Метрополитън“ (Ню Йорк)

Печатът на провинциална изостаналост лежи и на двата портрета на съпрузите Гоцадини (по-рано се смята, че са на Лоренцо Коста). Прототипът на урбинския диптих е изтълкуван с примитивен прозаизъм, образите на съпрузите, по мнение на проф. Гращенков, са скучни и безхарактерни. Тези портрети са изпълнени в необичаен за Ферарската школа смекчен маниер. Не им достига яснота на контурите и интензивност на цвета, и те клонят повече към Болонската школа.
С инертните традиции на Ферарската школа особено решително скъсва Франческо дел Коса, който след изрисуването на Палацо Скифаноя, обиден от ниското заплащане, заминава за Болоня и остава там завинаги. Там той рисува портрет на млад мъж, което го доближава до най-напредналите италиански портретисти от онова време. В картините си на палацо, поради изобилието от фигури, той е принуден да търси разнообразни портретни решения. Въз основа на този опит и използвайки модерните принципи на флорентинския и нидерландския портрет, той създава нов тип портретна композиция, която скоро се появява и в други художествени школи в Италия. Моделът е изобразен не в профил, а почти отпред, на фона на фантастичен скалист пейзаж, ръката му е протегната напред. Благодарение на тази конструкция портретът придоби психологическа активност. Моделът изисква внимание, сякаш влиза в разговор. В ръцете си държи някакво бижу (това е или индикация за професията му, може би бижутер, или намек за човека, за когото е предназначен портретът). Този мотив е широко разпространен сред нидерландците, но преди това почти не се среща сред италианците. От друга страна образът на човек на фона на открит пейзаж не е намерен сред Нидерландия (с изключение на Ханс Мемлинг). Коса може да вземе тази идея само от Пиеро дела Франческа, но той създава нещо ново и много органично на нейна основа. Автономната изолация на изображението, присъща на профилния портрет, окончателно е разрушена и отстъпва място на по-зрели и реалистични форми на портрета.
Решението, намерено в този портрет, е повторено много години по-късно от неговия ученик Франческо Франча в портрета на хуманиста Бартоломео Бианкини - и тук ръката с писмо в ръка се обляга на парапета и леко стърчи напред, но вече няма натрапчива демонстративност в жеста и пейзажът престава да е фантастичен, а става правдоподобен.
Тези нови тенденции, характерни за портрета на Ферара в Късното куатроченто, се появяват и в зрялата работа на Лоренцо Коста, който също е работил в Болоня. Там той рисува „Портрет на Джовани Бентивольо“ (който вече е изобразен от Ерколе де Роберти в диптих, а самият той в оброчна фреска в Параклис „Бентивольо“, виж по-горе). Според новите вкусове той рисува своя модел не в профил, а в три четвърти, на тъмен неутрален фон и благодарение на това характерът на изображението се променя решително - реалистичният правдив образ на човек заменя „медалния” героизъм и опростяване на профила. Тогава Лоренцо Коста се мести от Болоня в Мантуа и по това време вече не е останало нищо от неговата ферарска твърдост и изкуството му става някакси мудно и сантиментално. От този период принадлежи неговият „Портрет на Батиста Фиера" - този бюст-портрет зад парапет на тъмен фон показва запознаване с постиженията на венецианското портретно изкуство от 1500-те години. Наклоненият поглед е активно изразителен, главата е наклонена, устните са полуотворени - позата и изражението на лицето на модела изглеждат живи. Женските му портрети са по-монотонни - хубави, с кокетен наклон на главата.
- Лоренцо Коста, Портрет на Джовани Бентивольо (16 век), Уфици (Флоренция)
- Лоренцо Коста, Портрет на неизвестна жена с домашно куче на ръце (ок. 1500 - 15305), Хемптън Корт (Лондон)
- Лоренцо Коста, Портрет на неизвестна жена (1500 - 1506), Ермитаж (Санк Петербург)

В своите последващи портрети Франча и Лоренцо Коста показват еклектична зависимост от новите прийоми на Рафаело и на другите художници на Зрелия ренесанс и тяхното творчество се отнася към следващия период от развитието на италианския портрет.

## Ломбардски портрет
Ломбардия заема особено място в художествения живот на Северна Италия. До средата на 15 век ренесансовото движение почти не я засяга и в нейното изкуство господства Международната готика. Миланските херцози, съхранили връзките с Бургундия, Фландрия, Франция и Южна Германия, канят чуждестранни художници и в своите вкусове се ориентират към готиката от другата страна на Алпите, и то към най-консервативните ѝ течения. Едва през 2-рата половина на 15 век, когато властта в Милано преминава от Висконти към Сфорца, политическата обстановка се изменя и възникват по-благоприятни условия за развитие на ренесансовото изкуство. Тогава в ломбардската живопис се формира оригинално художествено направление, чиито представители са Винченцо Фопа, Бергоньоне, Бернардино Бутиноне и Бернардо Дзенале.
Ломбардската живопис се формира под въздействието на падуанската, която от средата на 15 век е главен стълб на ренесансовата култура в Северна Италия, а така също е под влиянието и на отвъдалпийските страни, с които съхранява традиционни връзки. Затова в изкуството на ломбардците наред с отгласите от маниера на Андреа Мантеня дълго време се проследяват нидерландски и провансалски нотки (особено в Пиемонт и в Лигурия). В края на 15 век тя също изпитва много силното влияние на Леонардо да Винчи. 

До средата на 15 век в Ломбардия не съществува местна портретна традиция. Миланският херцог и неговият двор поръчват свои изображения на гастрольори (Пизанело, немецът Николо, Балдасаре д’Есте, Дзането Бугато). За Бугато е запазено огромно количество документи, разказващи за работата му за миланския херцог, за двете години в ателието на Рогир ван дер Вейден, но нито една от описаните картини не е запазена. С неговото име е свързан диптих, сега смятан се за работа на Бонифачо Бембо – портрет на Франческо I Сфорца и неговата жена Бианка Мария Висконти, но това са профилни готически портрети, изписани обезличено, a по маниер доста приличащи на аналогични портрети на тези модели в „Сант Агостино“ в Кремона (творба на Бонифачо Бембо). Изкуствоведите силно желаят да идентифицират творбите на Дзането и мислят, че могат да го направят по отпечатъка от силното нидерландско влияние. Възможно е от него да е изписан мъжки портрет от Шатору, предполага изобразеният да е Алберто Контарини, макар да е възможно да е чисто нидерландско произведение. Другият мъжки портрет (Колекция „Боромео“) е приписван на Бернардино Бутиноне, а сега на Филипо Мацола, безусловно италиански, но със северни черти.
- Дзането Бугато (?), Портрет на Алберто (?) Контарини (ок. 1468), Музей „Бертран Шатору“ (Шатору)
- Дзането Бугато (?) (15 век), Мъжки портрет, Замък на Сфорците (Милано)
- Филипо Мацола (?), Мъжки портрет (1468), Колекция „Боромео“ (Изола Бела, Лаго Маджоре)

Който и да е авторът на тези два портрета, това са ранните и най-характерни примери за пряко използване в Ломбардия на северноевропейската портретна традиция. Но в тях това използване носи още външен и неорганичен характер, и затова те са нееднородно звено в нишката на развитието на портретното изкуства в Италия. Само крупните ренесансови майстори (Пиеро дела Франческа, Андреа Мантеня, Антонело да Месина – всеки по своему) съумяват органично да възприемат и творчески да използват традицията на нидерландския портрет.
Новата Ломбардска живописна школа (Винченцо Фопа, Амброджо Бергоньоне, Бернардино Бутиноне, Бернардо Дзенале, Донато Браманте и Брамантино) се оформя през последната третина на 15 и началото на 16 век. Свързва се с ренесансовото изкуство на други художествени школи в Северна Италия и действа като противовес на консервативните течения от 1-вата половина и средата на века с техните готически и еклектично асимилирани художествени форми на Нидерландия. Но Фопа, Бергоньоне и други не са портретисти и не се изразяват в този жанр. Ломбардският портрет на Късното куатроченто, запазвайки същевременно отчасти старите си традиции, е силно повлиян от Леонардо да Винчи, който пристига в Милано през 1482 г. и придобива иновативен опит във Флоренция. Четири портрета излизат от неговата работилница в Милано през 1480-те години. Идеята им е на самия Леонардо, но степента на личното му участие в създаването им е различна.
Дамата с хермелина (Портрет на Чечилия Галерани, ок. 1483-86 г.) е най-оригиналната по композиция и очевидно най-авторската. Следвайки флорентинските модели от 1470-те години, Леонардо изобразява своя модел до кръста, като по този начин получава възможността да покаже ръцете ѝ. Освен това е въведен здрав контрапост - раменете и лицето са обърнати в различни посоки. По-традиционен е Портрет на Франкино Гафурио (известен музикант и хоров ръководител на Миланската катедрала). Моделът е изобразен в 3/4 позиция, в духа на времето - с обяснителен детайл в ръката (лист с нотни записи). Прекрасната Ферониера очевидно е също произведение на школата на Леонардо и тя привлича със своята откритост.

Леонардо обаче е принуден да се съобразява с местната традиция на профилния портрет, съхранил се устойчиво при северно-италианските придворни художници. Но понеже е флорентинец, той е чувствителен към графическата острота на профилите. Женският портрет, нарисуван със сребърен щрих от Уиндзор, е прекрасен пример за това. По-известен е Портретът на Беатриче д’Есте, изписан видимо от Амброджо де Предис, макар профилът може би да е очертан от ръката на самия Леонардо.
- Леонардо да Винчи, Рисунка на жена (Чечилия Галерани?), Уиндзор
- Винченцо Фопа, Портрет на Франческо Бривио (16 век), Музей „Полди Пецоли“ (Милано)
- Амброджо де Предис, Портрет на Беатриче д’Есте (ок. 1490), Библиотека Амброзиана, Милано
- Амброджо де Предис, Мъжки портрет (ок. 1500), Национална галерия (Лондон)
- Марко д'Оджоно, Портрет на Франческо ди Бартоломео Акинто (1494), Национална галерия (Лондон)
- Джовани Антонио Болтрафио, Портрет на момче (ок. 1495 - 98), Национална худ. галерия (Вашингтон)

Именно такъв тип композиция – профил на тъмен фон, се оказва най-привичен за миланските портретисти, на първо място за Амброджо де Предис. Този художник работи към миланския монетен двор, изготвяйки рисунки на монети и медали, което му вдъхва любов и умение към профилния портрет. На него се преписват цяла група подобни изображения, предимно женски. Но за разлика от Леонардо тук силуетите са рисувани строго и плоскостно, с бедно светлосенково моделиране на лицето. Профилният портрет, дело на Фопа, демонстрира голяма творческа самостоятелност, използвайки уроците на Леонардо в светлосенковата преработка на релефа на лицето.
Амброджо де Предис понякога се обръща към новия тип 3/4 композиции, използвайки тъмен фон. Тук той изцяло зависи от Леонардо. Портретната школа на Леонардо се изявява още по-силно в творчеството на Джовани Антонио Болтрафио. Неговият Портрет на момче от Вашингтон е изпълнен тънко и непосредствено.
При ломбардския портрет от края на 15 и началото на 16 век старото и новотосъществуват успоредно. Най-архаичната линия се представлява Майстора на Олтарния образ на Сфорца (Фернандо де Лянос), изписал профилни дарителски изображения на Людовико Моро със семейството му в подножието на трона на напълно леонардовата Богородица, както и примитивните портрети на Бернардино дей Конти. А произведенията на Джовани Антонио Болтрафио и особено на Андреа Соларио вече тясно свързани с новите прийоми на портретиране, които са характерни за всички художествени школи на Късното куатроченто.

### Антонело да Месина
Творчеството на Антонело да Месина е пример за това как в италианската живопис от около 1470 г. новите форми на портрета се разпространяват в различни центрове почти едновременно, понякога независимо една от друга и нерядко благодарение на установените контакти между художествените школи и определящата роля на няколко водещи майстори. Така едновременно с Андреа Мантеня през 1470-те години в Сицилия излиза наяве друг крупен майстор на портрета – Антонело да Месина, който създава редица произведения – образец за 3/4 догръден портрет, който за десетилетия определя основния път на развитие на венецианския портрет (освен това той покорява венецианците, научавайки ги да рисуват с маслени бои). Той е в строгия смисъл на думата първият италиански майстор на кавалетния портрет. Той никога не изписва фрески със скрити портрети и дарители в олтарни картини. Съхранени са около 10 достоверни негови портрети, но той заема важно място в развитието на кавалетната портретна живопис от Ранния ренесанс.
Всички съхранили се негови творби се отнасят към неговия зрял период (Сицилия и Венеция, 1465 – 1476 г.). Той използва изработена формула за портретна композиция, без да я изменя в бъдеще и без да изменя и идеала, с който се съпоставя живият модел. Това е така, защото той се опира на отдавна наложилата се традиция на нидерландския портрет, която пряко прилага към италианското разбиране за образа на човека. Най-вероятно появата на кавалетния портрет в неговото творчество е пряко свързано с неговото горещо увлечение по нидерландската живопис. Раждането на портретния жанр в творчеството му съвпада и с периода на активното приобщаване към формите и идеалите на Ренесанса.
Антонело да Месина се ориентира към най-напредничавото направление от този период – творчеството на Ян ван Ейк, заимствайки в него композиция, техника и колорит. Може да е пътувал до Нидерландия. От творчеството на Ейк той избира най-сбитото и пластично решение на композицията, и в същото време най-емоционалното. Антонело винаги рисува модел с дължина до гърдите, с парапет, винаги с шапка и гледащ директно към зрителя. Той не рисува ръце и не изобразява аксесоари. Благодарение на парапета на преден план и перспективната рамка догръдният портрет, леко изместен назад в дълбочина, придобива пространственост. Гледната точка малко по-надолу придава на изображението нотка на монументалност. Върху „каменния“ парапет винаги има смачкан лист хартия, „закрепен“ с капка восък, с надпис „Антонело от Месина ме написа“ и датата. Илюзията за триизмерност се засилва от меката светло-въздушна среда. Лицето е обърнато към падащата отляво светлина,, моделирано е фино от прозрачни сенки, които постепенно се сгъстяват към краищата на картината и стават напълно непроницаеми на заден план. Най-близката аналогия в Нидерландия с неговите портрети е „Портрет на неизвестен мъж с червен тюрбан“ на Ван Ейк. Двамата творци си приличат не само по композиция, но и по живопис, по дълбоките и цветни тонове, които се получават от тънките прозрачни слоеве маслени бои. Въпреки че рентгеновите снимки показват, че тяхната работа е идентична по техника и методът на Антонело за изграждане на изобразителна форма има свои собствени характеристики. Рисунката му е умишлено закръглена и опростена за разлика от тази на нидерландците и той не изучава разликите, а обобщава. Детайлите са малко, портретите наподобяват кръгла скулптура, която сякаш е нарисувана - формите на лицето са стереометризирани.
Измиването и увреждането на горния слой боя в повечето творби на Антонело са много силни и затова някои изследователи виждат стилистични различия в картините на художника, докато това е, според Грашченков, различно съхранение. Погледът на моделите на Антонело е много изразителен, пробива отчуждението и психологическата изолация на образа, леко наклонен в посока, противоположна на завоя на главата, и затова изглежда напрегнат. Антонело не използва композиционните трикове на нидерландците, а следва успешно намерената портретна формула и я повтаря от време на време – дори и с един вид облекло: обикновено сако с изправена яка. Чрез изключителното опростяване на композицията на портрета той постига изключителна яснота и концентрация на изобразителните средства. 
Освен религиозната живопис (напр. Ecce homo) той вероятно изпитва влиянието и на скулптурните портрети (раменните бюстове на Доменико Гаджини и Франческо Лаурана от 1460-70-те г.). Антонело предава изобразеното по осезаемо триизмерен начин, но за разлика от скулптурата не чрез фиксирано лице, а в подвижно 3/4 завъртане. Скулптурите на Лаурана подсказват на художника колко изразителни могат да бъдат обобщените стереометрични форми.
Най-ранният оцелял негов портрет обикновено се счита Портрет на непознат мъж от Чефалу. Той е толкова истинен, както никога дотогава не са били портретите на Куатроченто. За разлика от нидерландските портрети моделът на тази картина е усмихнат. Антонело става първият художник от 15 век, който успява да открие изразителността на усмивката. Но в творчеството му тя също е част от портретната формула и в много отношения е близка до архаичната усмивка на гръцката скулптура. В ранните портрети тази усмивка е по-откровена, а след това се заменя с по-фино изражение на лицето - с отворени устни, сякаш моделът е в момент на разговор.
До 1475 г. творецът живее във Венеция две години и най-добрите му портрети принадлежат към този период. Те запазват илюзионизъм, подобен на ниделрандския, но са наситени с героични интонации, взети от Андреа Мантеня. Този период включва Портрет на мъж от Галерия „Боргезе“ и Кондотиер от Лувъра (1475), който по изпълнение е един от най-„нидерландските“ му портрети, а по интерпретацията на изображението е един от най-италианските по дух. Нидерландските портретисти нямат толкова енергичен релеф и пластична смелост на обобщението на лицето. Изгледът на „кондотиера“ е скучен, напрегнато замръзнал. Този портрет е ясно вдъхновен от героичните образи на Мантеня, но в него няма типизиране, а по-скоро е индивидуален. В портрета от Галерия „Боргезе“ Антонело дава догръдното изображение в по-близък план, взема гледната точка малко по-отгоре и чрез това всички форми и очертания придобиват по-голяма подвижност, а в перспективното снишаване менят очертанията на бузата и носа: очите са по-наклонени, а релефът се създава от сенките по-ясно. 
Новите композиционни техники, открити в портрета от Галерия „Боргезе“, са доразвити в Портрет на стар човек, който е шедьовър на времето: нарисуван е мъж с нотка на иронично презрение на лицето. В него изображението е енергично изведено на преден план, запълвайки цялото свободно пространство, сякаш се приближава до зрителя - това впечатление се постига чрез силно изместване надолу на гледната точка, а портретният бюст е построен в перспектива „отдолу нагоре". Благодарение на тази техника особеностите на портретното изкуство на Антонело са особено подчертани. Зениците са в рязко движение. Раменете се завъртат в дълбочина (това се подчертава от висящите краища на качулката) и главата се обръща от дълбочина, следвайки бързия поглед със закъснение.
С течение на времето изкуството му става все по-класическо и „планерно“. Последният му портрет (от Берлин) е от този период. Повлиян е от картината на Пиеро дела Франческа, но осветлението на пейзажа и лицето е несъгласувано (заради което дори се е предполагало, че фонът първоначално е тъмен, а впоследствие е пренарисуван с пейзаж). Този плах експеримент на Антонело не успява да пресъздаде светло-въздушното единство на главата и пейзажа, което по-късно ще се появи във венецианския портрет. Художникът се опитва да хармонизира пейзажа и парапета, давайки им единно перспективно скъсяване. Но такава високо взета гледна точка се оказва недостатъчно свързана с портретния бюст, изобразен леко „отдолу нагоре“. Антонело променя изведнъж откритата си портретна формула поради два факта: към „планеризма“ са привлечени напреднали венециански художници, а освен това във Венеция той има пред очите си готови примери за подражание. Те поглеждат назад към новите решения на Ханс Мемлинг, които дават 3/4 завъртане на фона на пейзажа и вече не показват рамката на прозореца или лоджията (която по-рано ограничава околното пространство). Според писмените източници е известно, че няколко картини на Мемлинг са били в домовете на венецианските патриции.
За разлика от Мемлинг Антонело не осигурява развит пейзажен фон. Пейзажът заема малка част от пространството - останалата част от небето е с бели облаци. На фона му ясно се чете тъмният силует на главата. Светлият фон, вместо познатия на художника тъмен, дава възможност да се създаде по-меко и по-прозрачно черно-бяло моделиране на лицето. Остротата на личностните характеристики на модела отслабва, няма контрапост, погледът е по-спокоен, а устните са по-неподвижни. Пред нас е спокойствието – един нов художествен идеал, който ще определи водещата посока в развитието на венецианския портрет. Любопитно е, че в нито един портрет на Антонело, явно изобразяващ южноиталианските богаташи и венецианските патриции, няма прекомерен лукс на облеклото, което да позволи на човек да се досети за положението на модела. Всички тези изображения са подчертано демократични. Художникът демонстрира тяхната човешка, лична уникалност, а не класова изключителност.

## Венециански портрет през 15 век
Антонело да Месина оказва огромно влияние на венецианската живопис,  а венецианците същевременно повлияват на сицилианския художник. Попадайки във Венеция (в сред. на 1470-те г.), той не намира там още напълно оформила се живописна школа: тя едва е започнала да се формира от различните стилистически тенденции и направления. Той значително ускорява процеса на това формиране: бидейки художник, съчетаващ изтънчеността на нидерландците с пластичността и монументалността на Пиеро дела Франческа, той им дава пример, какъвто не успяват да дадат Андреа Мантеня и местните художници от Мурано.
Към момента на пристигане на Антонело във Венеция там вече съществува собствена портретна традиция, която заради географската обособеност на града е специфична. В изкуството на Венеция се сплитат въздействието от византийската художествена култура, източните елементи, готическата култура на Севера, а също и закъснялото включване в ренесансовото движение. Благодарение на разширението на територията на републиката през 15 век тя подчинява част от Ломбардия и разширява културните и художествени връзки с Падуа и други центрове на Северна Италия. От втората половина на 15 век започва подем на венецианската живопис. Любопитно е, че най-добрите художници на Венеция получават регулярно заплащане и се считат на служба на републиката.
Първи портретист на Венеция, въз основа на ред данни може да се считат Якопо Белини. Споменават се негови несъхранени профилни портрети на Леонело д’Есте, Джентиле да Фабриано, баща на философа Леонико Томео. Представа за портрета на д’Есте дава неговата Мадона д’Есте, където Леонело е изобразен в качество на дарител. Профилът на модела е лишен от острота, по-прозаичен е, но в него са смекчени естествените несъвършенства на лицето. Трудно е да се идентифицират кавалетните портрети на Белини (в сравнение с неговата профилна рисунка в Лувъра), тъй като в тях липсва индивидуалността на майстора и те само повтарят типичните форми на северноиталианския профилен портрет от 2-рата четвърт на 15 век, отстъпвайки му в натуралистичната си острота. В портретните му изображения няма нищо конкретно венецианско. Белини посещава Флоренция, където изучава младото ренесансово изкуство и оставя на своите синове Джентиле Белини и Джовани Белини „книги с рисунки“, които по-късно служат за учебно пособие за тях и за другите венецианци.

### Братята Джентиле и Джовани Белини
През втората половина на 15 век във Венеция вече се налага обичаят да се рисуват кавалетни портрети на дожовете. Едно от проявленията на култа към дожа е обичая да се поставя негов портрет в парадните зали на Двореца на дожите. Този портрет има определени политически функции и може да бъде наречен „държавен портрет“, неговата задача е да съхрани облика на управителя, и зад тази мемориално-представителна функция произтича художествената специфика на този портрет. Ярък образец на този венециански портретен жанр става творчеството на Джентиле Белини.
- Лазаро Бастиани (приписван на Джентиле Белини). „Дож Франческо Фоскари“
- Джентиле Белини (?). „Дож (Паскуале Малипиеро)“
- Копия на Джентиле Белини. „Дож Николо Марчело“

Джентиле Белини е син и ученик на баща си Якопо Белини, ползва се с голям успех във Венеция и става след смъртта на баща си официален живописец на републиката. Ранният стил на неговите портрети е близък до този на Якопо. Тази представа дават портретите на дарителите в Мадоната от Берлин. Първата датирана работа на Джентиле е „Св. Лоренцо Джустиниани.“ (1465 г.). Затова че той е особено ценен като портретист, свидетелства неговото пътешествие до Константинопол, където е изпратен от венецианското правителство през 1497 г. по молба на турския султан Мехмед II. Приписват му се голяма група портрети на дожите, които обаче може да са повторения, тъй като лошото запазване на тези изображения не позволява да се оцени стилът. Всички портрети от предконстантинополския период образуват стилистична група: бюстът на дожа е даден строго в профил, на главата е традиционната шапка на дож, изпод която се вижда бяла шапка с връзки, покриващи ушите, върху раменете е луксозна мантия с големи копчета. Тази замразена композиция, която остава непроменена почти до края на 15-ти век, ясно се връща към традициите на Якопо Белини и Пизанело.
Франческо Фоскари обикновено се счита за най-ранната работа на Джентиле; може би това е копие на портрет на дожа, направен от баща му - картината е прекалено твърда в рисунката и опростена в моделирането. Паскуале Малипиеро и Николо Марчело, очевидно само копия на изгубените оригинали на Джентиле, вече са по-артистични. Особено нови качества на изкуството на Джентиле се проявяват в неговата най-надеждна и успешна творба от този период - Портрет на Джовани Мочениго, направен точно преди да замине за Константинопол. Отличава се от другите картини от тази група с изтънчеността и мекотата на живописното изпълнение. В своите портрети на дожа Джентиле създава характеристика на модела от два противоречиви принципа, произтичащи от спецификата на този "държавен" жанр - уникален отпечатък на неговия модел (това е особено забележимо при точното предаване на старческата грозота), но без да разкрива индивидуалността му, а само с прехвърлянето на високия ранг на модела. Строгата профилна композиция, великолепието на облеклото (контрастиращо с прозаичността на старческото лице), преувеличената масивността на бюста под широката мантия - това подчертава величието на дожа. Художникът изобразява не конкретна личност, а служител, надарен с добродетели на държавник. Дожите в неговите портрети са винаги невъзмутими, затворени, тържествено застинали, невъзбудени от обикновени емоции.
Това е консервативна, замръзнала официална линия на портретното изкуство, която се развива автономно, незасегната от героизма на Мантеня и новите идеи на Антонело да Месина. В тези темперни портрети Джентиле напълно игнорира всички постижения, които Антонело вече е показал на венецианските майстори.
В Константинопол той създава лошо съхранения портрет на султан Мехмед II, в който той прави крачка напред към новия стил, изобразявайки султана не в профил, а едва обърнат. Това обръщане впрочем още не е достатъчно обиграно пластически, а линията на лицето е почти профилна.
В средата на 1470-те години настъпват промени в творчеството на брат му Джовани Белини. Привърженик на Мантеня, по това време той се освобождава от зависимостта от него и променя суровия патос на ранните си творби с меката поезия на образите. Постепенно той замества по-големия си брат като официален художник на републиката, като в същото време става популярен майстор сред венецианските патриции, които под влиянието на ренесансовата идеология насърчават развитието на изкуствата и поръчват много камерни творби. Джовани рисува в продължение на 50 години, но повечето от портретите му са изчезнали, а много от тези, подписани с неговото име, са просто дело на работилница, така че според инструкциите на Гращенков не повече от 12 портрета могат да бъдат признати за надеждни негови произведения. Известни са имената само на два от оцелелите му портретни модели; той също рисува дожи, сенатори, военни лидери (тези изображения са в непосредствена близост до стария жанр на „държавния“ портрет, външният им вид е белязан с печата на класовата изключителност, церемониалните дрехи подчертават официалния външен вид). Втората група портрети - частни лица, патриции, философи, хуманисти: винаги са облечени много просто, без отличителни знаци, затворени в света на чувствата си, образите са леко идеализирани и дадени през призмата на хуманистичните представи за личността, композиционно гравитират към портретите на Антонело да Месина.

Джовани е по-надарен от консервативния си брат Джентиле, рано се сближава с Мантеня и вече фоста стар той с готовност възприема постиженията на учениците си Джорджоне и Тициан. Той е много възприемчив и затова стилът му е претърпял огромна еволюция, композицията, маниерът, стилът непрекъснато се променят под влияние на нови идеи.
- Джовани Белини, Йорг Фугер (1474), Музей „Нортън Саймън“, Пасадена (Калифорния)
- Джовани Белини, Портрет на момче (ок. 1475)
- Джовани Белини, Мъжки портрет (ок. 1500), Капитолийски музеи (Рим)
- Джовани Белини, Мъжки портрет (1490 - 1510), Уфици (Флоренция)
- Джовани Белини, Портрет на млад сенатор (1500 - 09), Градски музеи на Падуа
- Джовани Белини, Мъжки портрет (ок. 1500), Вашингтон

Ранният етап от неговото портретно творчество е загадъчен - следвал ли е маниера на баща си и брат си, или е подражавал на ранните портрети на Мантеня? Първият от оцелелите му портрети - Йорг Фугер (1474) не загатва за социалното положение на модела. Външният вид е романтичен, дрехите са скромни, има венец на главата. Това е първият известен венециански портрет, където моделът не е показан в профил, а в три четвърти. Джовани решително скъсва със стабилната традиция и преминава към напредналия поток на портрета  на Куатроченто от 1470-те г. Може би този портрет показва влиянието на Рогиер ван дер Вейден върху Джовани, но венецианецът няма твърдостта и вътрешното напрежение на последния, изображението е спокойно и по-просто, формите са по-меки, очертанията на лицето и моделирането на обемите са по-обобщени. Трезвото пресъздаване на детайлите на холандеца се противопоставя на по-малко индивидуална поетична интерпретация на образа. Портретът на момче, вероятно по-ранен, може да е посмъртно изображение. След 1474 г. Джовани се запознава с творчеството на Антонело да Месина и разработва нови техники. Той не е сам в това - редица венециански художници по това време са повлияни от това - например Джакомето Венециано, който принадлежи към местните подражатели на Антонело да Месина и неговия „нидерландски“ стил на рисуване, като същевременно също повлиян от Джовани Белини от средата на 1470-те г. Сега на този майстор се приписват два портрета от Лондон, които преди са се смятали за дело на Джовани Белини и Алвизе Виварини. Те са малки по размер, с нидерландската умаленост на изписването, както и с тъмен фон и идентифицирана пластичност в духа на Антонело да Месина. Но изолацията на композицията се отнася до стила на Джовани Белини.
Нововъведението, приложено от Антонело да Месина в късния му портрет - замяната на неутралнищ фон с пейзажен, което прави изображението по-поетично, цветовете по-меки, а композицията - пространствена и ефирна, много се харесва на венецианците. Джовани Белини също е вдъхновен от характеристиките на по-късните творби на Антонело да Месина. Пример за неговия стил през последните две десетилетия на 15 век е портретът от Вашингтон (ок. 1480 г.). Тук се вижда, че художникът запазва предишния тип композиция (която видяхме в портрета на Фугер), но ѝ придава различна емоционална окраска, изобразявайки я на фона на небето. Небесната шир сякаш разширява тесните граници на малка картина, изпълвайки я със светлина и въздух. Но той изоставя холандската традиция да изобразява специфичен пейзаж, заменяйки го с идеален. Той ще следва този тип композиция до самия край на века. Редица портрети принадлежат към този тип (Рим, Уфици, Падуа, Вашингтон, Лувър).
- Джовани Белини, Мъжки портрет», Рим
- Джовани Белини, «Мужской портрет», Уфици
- Джовани Белини, Млад сенатор, Падуа
- Джованни Белини, Мъжки портрет, Вашингтон

Те отразяват художествената формула, открита от Джовани, проста и непроменена - моделът винаги е изобразенв бюст, в три четвърти наклон наляво, зад нисък парапет, обикновено снабден с картелино, подписано от майстора (това се връща към  формулата на Антонело да Месина). Погледът на модела е насочен встрани от зрителя, ефирният фон със синьо небе без пейзажни мотиви, гледната точка е забележимо отдолу нагоре - това са новите черти, въведени от Белини в традицията, която наследява. Освен това с годините постепенно нараства мекотата в интерпретацията на изобразителната форма. Неговият предшественик Антонело има по-динамичен портретен бюст - завоят на раменете, движението на главата и погледът не съвпадат, докато при Белини те са успоредни един на друг, което поражда усещане за невъзмутимо спокойствие. Друга разлика е в представянето на модела: при Антонело те са демократични, докато Белини изобразява своите благородни венецианци затворени, той ни кара да почувстваме дистанцията, която ни дели от тези високопоставени хора. Тяхната простота и спокойствие са породени от съзнанието за собствената им силна социална позиция, външният им вид има едва забележим отпечатък на класова изключителност.
През втората половина на XV век Венецианската държава изпитва сериозни затруднения, патрициатът преживява тежко социално разслоение, много от неговите представители вече не се задоволяват с официалната дейност и се насочват към хуманистичната култура. Именно в тази среда се формира нов идеал за човек, който е отразен от Джовани Белини в неговите портрети. Този идеал е следният: „човек, който води независим начин на живот, но който според законите на своята класа е готов доброволно да изпълни волята на държавата. Тук като че ли се примиряват две противоположни начала в разбирането на човешката личност: едното идва от хуманистичното осъзнаване на индивидуалността, другото от подчинението на тази индивидуалност на строгите норми на социалния живот”. Той изобразява представители на тази прослойка, която има особена духовна изтънченост, като с всеки следващ портрет на Белини образът на човек става все по-сложен, достигайки най-висока емоционална и интелектуална зрялост в портрета на неизвестен човек от Лувъра. , където е уловил интелигентен и силно чувствителен човек, живеещ богат духовен живот.
Тук са очевидни новите тенденции на времето - нито героизираните образи на Мантеня, нито реалистичният Антонело могат да отразят тези хора, които се интересуват от хуманистична култура, малко по-поетична, меланхолична и интроспективна от хората от предишното поколение. Белини много фино улавя новия начин на мислене на клиентите си и „вероятно всички тези хора са били доволни да се видят в портретите на Белини малко по-замечтани и поетични, отколкото всъщност са били“.
Портрет на мъж в черно (Кралска колекция, Лондон) е нова стъпка в развитието на тази линия на портрета. Отличава се с изисканост и вътрешно благородство, аристокрацията тук е не само класова, но и духовна. Композиционната формула остава непроменена, но напрежението на позата отслабва, позата е по-естествена, погледът е наклонен, поради което лицето е леко оживено. Такъв поглед, бягство встрани, обръщане на главата, стремящи се към профила - засилват усещането за изолация и непроницаемост на образа. Художникът не иска да разкрие с пълна сигурност вътрешния свят на изобразения човек, неговият модел е в пълно спокойствие, с леко отстранено чувство за съзерцание. Пейзажът на заден план допринася за впечатлението, неговите нюанси са меки. Портретният бюст е даден от гледна точка леко отдолу, а пейзажът е заснет леко отгоре. Високият хоризонт с планини тясно свързва пейзажа с портретното изображение. Пейзажът вече не е просто фон, а важно символично и поетично допълнение към портретния образ.
Женските портрети във Венеция (за разлика от Флоренция и придворните центрове на Северна Италия) дълго време не са обичайни за поръчка. Те се появяват едва от самия край на 15 век, въпреки че броят им бързо нараства. Първоначално това са портрети на видни жени (кралица Катерина Корнаро, поетесата Джиролама Корси Рамос). След това броят им бързо нараства. Споменават се незапазен портрет, нарисуван от Белини за Пиетро Бембо и изобразяващ любимата му Мария Саворнян, както и други произведения от този тип. Тогава ще започнат да се появяват портрети на куртизанки. Това са портрети с традиционна композиция - бюст с три четвърти наклон. Композиционен аналог на тях може да се счита за портрет на неизвестна жена (ок. 1510 г., Лондон), приписван на ученика на Белини Франческо Бисоло. (Албрехт Дюрер, докато е във Венеция, за женските си портрети (1, 2) взима за модел и женските портрети на Белини). Най-малко четири портрета на жени се приписват на Виторе Карпачо, но те са по-архаични и напомнят маниера на Джентиле Белини и немските портретисти - и неговите изображения са много светски и прозаични. Очевидно Белини е използвал една и съща композиционна схема както за мъжки, така и за женски портрети с лична цел и е успял да предаде духовния живот повече от Карпачо, но не можем да преценим това поради липсата на паметници.
Освен това, като официален художник на републиката Белини рисува много портрети на официални лица, но всички те изчезват в пожарите, които унищожават Палата на дожите. Оцелели са само няколко произведения на майстора и неговата школа, които са по-прости и камерни повторения на оригиналните портрети. В тази настройка той остава дълго време по-близо до стила на брат си Джентиле, отколкото до Антонело, тъй като поръчката предполага повече традиционализъм.
Неговият брат Джентиле Белини, завръщайки се от командировка в Константинопол, се стреми да се доближи до новото течение, оглавявано от брат му Джовани. Маниерът му става по-мек, той широко използва оборота на три четвърти. Неговият Портрет на дож Агостино Барбариго е най-добрият пример за неговия стил от тези години. Както в по-ранните негови портрети, копчетата, шиенето и т.н. са изваяни релефно от почукване, така тази смесица от живопис и примитивен релеф създава архаичен оттенък. Също толкова назад са груповите му портрети в монументални платна от цикъла за историята на Св. Кръст (виж по-горе). В по-късните портрети монотонността и схематичността най-накрая изчезват: възрастната кралица Катерина Корнаро е изобразена прозаично и правдиво, два мъжки портрета от Лондонската национална галерия имат жива интерпретация на образа.
По-късното творчество на Джентиле се развива под влияние на откритията на по-малкия му брат Джовани; Джовани, от друга страна, улавя в официалните портрети на по-големия си брат тази тема за представяне на образа, която идва от Мантеня (и е чужда на Антонело да Месина). Това е образ на държавник или военачалник, на когото властите придадоха определени черти на характера. Джовани започва да продължава жанра на „държавния портрет“ и намира за него нова, по-реалистична форма на изкуство, а също така успява да създаде широка социална и умствена типизация на образа, която Джентиле все още не познава.
Неизвестната му твоба Кондотиер всъщност повтаря композицията, позната от предишните произведения на майстора - но по настроение тя силно им противостои. Главата и раменете решително се открояват на тъмен фон (тук не е необходима поетизация чрез пейзаж), лицето е моделирано енергично и лишено от идеализация. Подчертава се грубият и силен характер на модела, но в същото време в портрета е изразено възвишеното героично начало.
Най-тънката и дълбока интерпретация на образа на държавника Джовани Белини дава в Портрет на дожа Леонардо Лоредано (1501 г.). Той съчетава дълбочината на индивидуалното изображение с типични характеристики. Художникът, изобразявайки политик със силен характер, избягва острите контрасти, предавайки както външните черти, така и душевното състояние в ясна хармония. Този портрет стана въплъщение в цветовете на идеята за венецианската държавна мъдрост, която се поставя над личното и случайното, съчетавайки сила и находчивост, гордост и безмилостност. При Джовани традиционният жанр на „държавния портрет” придобива пълнокръвност, както жизнена, така и политическа. Въпреки това, този портрет едва ли ще бъде повторение на официалния, който висив Палата на дожите - съдейки по други оцелели портрети на дожа, копия от този изгубен Белини, той е в профил, в пълно облекло на фона на пейзаж с венецианската лагуна.

### Други
Така работата на Антонело да Месина и Джовани Белини се превръща в определящ фактор в развитието на венецианския портрет от края на 15 век. В други портрети от това време на венециански или северноиталиански художници, работили в републиката, винаги могат да се забележат две стилистични линии: от пластичната традиция и активното решение на образа на Антонело или от живописния начин и поетичната изолация на Белини.
Антонелианската традиция е особено очевидна в портретите на Алвизе Виварини. Неговото изкуство е връзка между Школата на Мурано на семейство Виварини (баща му Антонио и чичо му Бартоломео) и ранната работа на неговия ученик Лоренцо Лото. Повлиян е от Джовани Белини, но става един от най-верните последователи на Антонело да Месина. В своя портрет от Лондон той повтаря традиционната композиция и тъмен фон, но въвежда ръка в гръдната част, която се вижда частично зад парапета. Лицето на модела е показано почти фронтално. Това е резултат от иновациите, проникнали във венецианската среда. Но простият тип портрет с малък бюст на тъмен или пейзажен фон ще бъде запазен за дълго време от венецианските майстори (до 1510-те години). Такива са например ранните портрети на Марко Базаити.
В стилово отношение към венецианските последователи на Антонело се присъединяват негови роднини, сицилиански художници - синът му Якобело д'Антонио и племенниците Антонело де Салиба и Пиетро да Месина. Общата картина на късната венецианска живопис се обогатява от художници от Ломбардия и Венето, работили във Венеция: Филипо Мацола от Парма, Франческо Бонсиньори от Верона, Джовани Буонконсильо Марескалко от Виченца, Андреа Превитали от Бергамо, Андреа Соларио от Милано и Бартоломео Венето. Към тях се присъединява ранната работа на Лоренцо Лото, съзрял в Тревизо и Реканати, както и Якопо де Барбари, който прекарва най-активната част от живота си в Германия и Холандия, придавайки на венецианския стил силна северна струя.
- Антонелло де Салиба, «Мъжки портрет», ГМИИ
- Андреа Превитали, «Мъжки портрет», Музей „Полди Пецоли“, Милан
- Бартоломео Венето, «Мъжки портрет», Кливленд
- Карпачо (?), «Мъжки портрет», музей Корер

Всички те работят приблизително през 1490-1510 г. и са известни именно като портретисти. Те продължават да рисуват през Високия Ренесанс, повлияни от новото поколение майстори (Джорджоне, Тициан, Рафаело). Към този период принадлежат и редица неподписани произведения. И така, портрет от музея Корер, който сега се счита за работа на Карпачо, се приписва на Филипо Мацола. В Портрет на сенатор на Бонсиньори (виж по-горе) се забелязва суровостта на темперната техника и само външното използване на уроците на Белини. Портрет на млад мъж от Вашингтон, вероятно от Якопо де Барбари, е белязан от силно немско влияние. Традиционно му се приписва Портретът на математика Лука Пачоли с ученик (въпреки че може би картината е нарисувана от друг, неизвестен художник с инициалите Jaco.Bar., на което се основава приписването, или може би Алвизе Виварини или някой гостуващ испански майстор). Тази картина е един от най-ранните примери за сдвоен портрет, който ще се развие по този начин през 16 век. Това е цяла символно-наративна композиция с препратки към Евклид и т.н.
Същата тенденция към разширяване и усложняване на сюжета на композицията се вижда и в други творби на венецианците. Увеличавайки се по размер, портретът от лаконична пекторална композиция се превръща в цяла картина. В портрета на неизвестен художник от галерия Сабауда Торино вече е цяла полуфигура с ръце, книга и цвете на парапета, ръката е вдигната в жест - отворена длан нагоре (което означава въпрос).
За разлика от Джовани Белини, който остава верен на композицията си докрай, майсторите от рубежа на 15-16 век. все по-често се появяват портрети с развита половинна композиция, което позволява изобразяването на ръце. По-сложната структура на композицията беше съчетана с по-подробен пейзаж и интериорен фон. Тази еволюция е свързана с появата на новодошли, запознати с практиката на други художествени школи в Италия и изкуството на Нидерландия. Показателно е творчеството на Андреа Соларио, който е роден в Милано, живял във Венеция през 1490-93 г., след което се завръща в Милано (където попада под влиянието на Леонардо), след което заминава за Франция. Престоят във Венеция оставя своя отпечатък върху стила на ранните му творби. От творбите му се вижда как композициите на портретите му постепенно се усложняват. В неговия портрет от Милано (ок. 1490 г.) - в долния край на картината се вижда лявата ръка с пръстен на показалеца, която е вдигната към гърдите, стискайки ръба на наметалото (такъв мотив имаше в портретът на Алвизе Виварини от Лондон, може би това е ломбардска мода, възходяща до Нидерландия). Жестът се повтаря и в портрета от Бостън, но композицията вече е по-просторна, полуфигурата е разгърната почти фронтално, тъмният неутрален фон е заменен от интериор с прозорец, където се вижда пейзажът. И накрая, в портрета на сенатор от Лондон (ок. 1493 г.) двете ръце вече са показани (с повторение на обичайния жест на лявата), а дясната държи карамфил, който холандците толкова обичаха да пишат. Целият фон е превърнат в пейзажна панорама. Неговият Джовани Кристофоро Лонгони (1505) е доказателство за по-нататъшните експерименти на художника.
- Андреа Соларио. «Мъжки портрет», Бостон
- Андреа Соларио. «Портрет на венециански сенатор», Лондон
- Андреа Соларио. «Джовани Кристофоро Лонгони»
- Лоренцо Лото. «Епископ Бернардо де Роси»

по-нататък обаче съставът на венецианските художници ще се промени. Портретът на Високия Ренесанс във Венеция ще се характеризира със значителния размер на картината, половинната композиция със свободното разположение на полуфигурата в пространството, уголемяването на всички форми и отхвърлянето на пейзажния фон - като се започне около 1510 г. (например ранните портрети на Тициан). Лоренцо Лото в портретите си от началото на 15 век („Епископ Бернардо Роси“, „Млад мъж“ от Виена) продължава традицията на малките портрети с дължина на гърдите на Късното куатроченто във форма, но неговите портрети се отличават с новостта на композиционните техники , което, подобно на аксесоарите (например завеси), направи възможно по-ясното идентифициране на индивидуалността на модела.

## Портретът във Флоренция от последната трета на 15 век
През 1460-те г.  започва нов и много продуктивен период в изкуството на Флоренция. Обществените поръчки отстъпват място на частното меценатство, от което изкуството става по-многообразно, но отчасти загубва монументалността и синтетичността на стила. Вместо суровите, се появяват изящни образи. Идеалът на времето става красотата на младостта. Увеличава се тежнението към лиризма и камерността, но едновременно и към прозаичния детайл – т.нар. „куатрочентовски натурализъм“. Разширява се и се задълбочава аналитическото наблюдение на природата и човека, търси се по-остра изразителност и психологизъм на образите, които се предават чрез сложни ритмически движения на фигурите, позите, жестовете, мимиките. Много художници експериментират. Научните идеи влизат в напредничавите художествени работилници. Античността привлича вниманието на художниците и дарителите/ктитори/. Ръстът на светските елементи способства за развитието на портрета като самостоятелен жанр. (при това и религиозното изкуство получава нови идейни черти – непосредственост и чувства за лично благочестие).
Така се оформят две течения, възникнали от противоречията на обществения живот:
- трезв реализм – съгласно вкусовете на богатото флорентинско бюргерство, което е загубило предишните героически идеали (Доменико Гирландайо, Козимо Росели, Бенедето да Маяно)
- изтънчения идеал на духовен аристократизъм и поетическа метафоричност на художественото мислене на основите на литературата и философско-теологическите идеи на неоплатонизма – съгласно вкусовете на обкръжението на Лоренцо Великолепни (Ботичели, Филипино Липи, Пиеро ди Козимо, Антонио Полайоло, Андреа Верокио, ранния Леонардо, младия Микеланджело).

Флорентинското изкуство от онова време (както и венецианското) съдържа не само остарелите традиции на Куатроченто, но и много идеологически и формални елементи от новия класически стил на Високия Ренесанс. В периода на късното Куатроченто със сигурност е белязан от печата на високия ренесансов хуманизъм. Характеристиките на стила са отразени и в портретния жанр от последната третина на 15 век. Промените в жанра са значителни: рязко увеличение на общия брой портрети (това означава, че той твърдо навлиза в ежедневието на флорентинците). Освен това всички тези портрети вече не са запомнящи се посмъртни, а направени от живи хора. Типологичното разнообразие на портретите се увеличава - наред с обичайния профил (който също се променя), три четвърти и анфас портрети са значими, често на фона на интериор или пейзаж, с участието на различни битови аксесоари. Гръдната композиция преминава в поясна. Появяват се ръце, които се подпират на парапета пред фигурата или държат предмет - това спомага за засилване на наративността и емоционално-психологическата изразителност на образа. Понякога един жест има подчертано индивидуално значение. Тези радикални промени (забележими в портретите на стенописите) са свързани с общо обогатяване на художествения израз на образите от онова време. Те също са много подготвени от развитието на скулптурния портрет във Флоренция, което започва през 1450-те г., както и от запознаването им с холандския портрет, предимно от Ханс Мемлинг.
Благодарение на това през последната третина на XV век Флоренция заема водещо място в развитието на ренесансовия портрет. Флорентинците активно търсят различни художествени решения, които в началото на 16 век ще определят формирането на нов тип композиция от Леонардо и Рафаело.

### Полайоло, Верокио, Леонардо
Някои нови тенденции във флорентинската портретна живопис вече се забелязват в творчеството на братя Полайоло – Антонио и Пиеро. Два портрета са свързани с ранната работа на Антонио (също приписван на Доменико Венециано). Тези женски образи все още са тясно свързани с някогашната традиция. Но художникът, заменяйки синия декоративен фон със синьо небе с облаци, направи значителна корекция на равнинната композиция на профилното изображение - сега тя е изградена върху противопоставянето на ясно дефиниран силует (ограден с тънка тъмна линия) и лека ефирна пространствена среда. В Берлинския портрет пространственият ефект е допълнително подсилен от изобразяването на ръба на мраморната балюстрада, разположена зад фигурата. Редица профилни портрети са включени в кръга на братя Полайоло (Метрополитън, Уфици, музей „Изабела Стюарт Гарнднър“, катедралата Херцлоф в Ню Йорк, Лондонската национална галерия) - но те са по-традиционни, тъй като вместо небето им е дадено прост син фон.
Портрет на Галеацо Мария Сфорца, нарисуван по време на посещението му във Флоренция през 1471 г. от братя Полайоло (обикновено се смята, че Пиетро), е много по-важен за характеризиране на изкуството на братята. Написано е в едва очертан тричетвърт завой на лицето, предадено почти по стария начин, в профил, съчетано с широк завой на раменете. Дясната ръка на херцога държи ръкавица, взета от другата ръка. Пропорциите са изтънчени и издължени, силуетът е сплескан, шарката е изчистена – и в това има нещо от Рогир ван дер Вейден. В тази творба, претърпяла реставрация, се виждат нови търсения на флорентински портретисти.
Работилницата на Андреа Верокио през 1460-те и 70-те години се превръща в център на изследвания и експерименти. От него идват много изображения, които могат да бъдат намерени в ранните Леонардо, Ботичели, Лоренцо ди Креди, Гирландайо и Перуджино. В тази работилница продължиха разнообразни и продуктивни дейности, умело обучени начинаещи художници (въз основа на практиката на естественото рисуване) и новаторски третира техническите и творчески въпроси на изкуството. Самият Верокио започва като бижутер, от 1460-те преминава към скулптура (бронз) и започва да приема поръчки за картини, които изпълнява с участието на ученици, включително Ботичели, Гирландайо, Перуджино, Леонардо, Лоренцо ди Креди. Картините, които излизат от тази работилница в края на 1460-те и началото на 1470-те г. вече са рисувани с маслени бои, което показва интереса на младите художници към постиженията на Нидерландия. Композиционните техники, разработени в жанра на малки религиозни картини, скоро се пренасят в портрета, който може да се види при Ботичели, Леонардо, Лоренцо ди Креди, Гирландайо. Новата типология на флорентинския портрет също се формира пряко под влиянието на образци на холандския портрет.
Мраморният бюст на неизвестна дама, известна като Дама дел Мацолино (1470-те г.), е интересно отражение на творческия опит на работилницата. Забележителна особеност е замяната на обичайния гръден бюст с полуфигура и включването на ръце в композицията. Това уникално решение най-лесно се обяснява с влиянието на живописен портрет. Верокио нарушава структурната изолация и традиционната завършеност на долната част на портрета. Освен това Верокио е изключително натуралистичен: Вазари пише, че майсторът е правил гипсови отливки по калъпи, взети от живо тяло, „за да може да ги държи пред себе си с голямо удобство и да ги възпроизвежда, като например ръце , стълбове, колене, пищяли, ръце и торсове." Гращенков предполага, че първоначалният източник на идеята му за този бюст (първоначално рисуван) са споменатите по-горе натуралистични восъчни статуи ex voto. Виждат се и класически реминисценции: сред древноримските портрети понякога се срещат женски полуфигурни бюстове с ръце, има и барелефни епитафии. Моделът в този бюст не е идеализиран, раменете са тесни и асиметрични, шията е широка, а гърдите са кухи, външният вид е тежък и му липсва изяществото, което флорентинските художници обикновено даряват на своите условни момичета в портрети. В сравнение с техните поетични образи този е по-пълнокръвен, по-реалистичен, дори зърната прозират през плата. Такава физически осезаема интерпретация на живото тяло може да се намери само в женските бюстове на римляните. В същото време текстурата на текстила се предава в мрамор с почти живописна илюзия. Тежестта на фронталната композиция се смекчава от факта, че главата е леко обърната настрани и наклонена на една страна. Лицето застива като неподвижна маска, а ръцете са пълни с одухотвореност, плах жест издава душевно вълнение.
Без да се знае точната дата, е невъзможно да се каже дали тази статуя е повлияла на Портрет на Джиневра Бенчи от Леонардо да Винчи или обратното (картината на Леонардо е отрязана отдолу и благодарение на това ръцете изчезват). Същата творба е имитирана от Лоренцо ди Креди в неговия портрет на Джиневра ди Джовани Николо (?) (Метрополитен). „Портретът на Джиневра Бенчи“ е все още ранна творба на Леонардо, когато той току-що се е освободил от влиянието на Верокио. Въпреки че е загубил важна част от композицията си, силно изкривени в пропорциите, „Портрет на Джиневра Бенчи” все още прави силно впечатление. Това се постига не само чрез нови методи за съотнасяне между портретния бюст и пейзажното пространство, нова интерпретация на това пространство, фино изчислени светлинни ефекти, но и чрез общото емоционално и психологическо настроение на изображението. В нарушение на традицията Леонардо я изобрази да се обръща не наляво, а надясно, като постави източника на светлина. Такъв огледален завой на обичайната композиция внася известна лекота в нея. В бъдеще той ще се опита да реши проблема с психологическата изразителност на портрета по подобен метод - чрез завъртане на главата, чрез движение на ръцете (например в профилната рисунка на Изабела д'Есте той ще изобрази ръце , пряко предусещащ жеста на Мона Лиза).

### Сандро Ботичели
Сандро Ботичели също знае за експериментите в ателието на Андреа дел Верокио и се възползва от тях много своеобразно в своите портрети през 1470-те години. Те съчетават стремежа да се продължи традицията на флорентинския профилен портрет от 1450-те, с усета към новаторство, заимстван от нидерландците, подчинени на творческа оригиналност. Картината „Портрет на млад мъж“ (Флоренция, Палацо Пити, ок. 1470) е най-ранният портрет, приписван на неговата четка. Майсторът следва типа композиция, която за първи път се появява във Флоренция с Андреа дел Кастаньо. В „Портрет на Есмералда Брандини (?)“ той дава друго решение – женската полуфигура е обърната фронтално. Тя е показана в рамката на прозореца, на фона на рязко ограничената перспектива на светлия интериор с прости архитектурни елементи (още несъгласувани помежду си). Това има пряк отглас от ранните композиции на Филипо Липи е Портрет жена с атрибути на св. Екатерина, т.нар. „Екатерина Сфорца“ (Линденау) – строго профилен полуфигурен портрет, изобразяващ жена в ъгъла на стая с два прозореца, през които се открива ландшафт.
Мъжкият портрет (Филанджиери, Неапол, несъхранен, ок. 1476) – в 3/4-ти позиция, с органично включен интериор, е повторение на нидерландския тип портрет в обрамчено пространство. Лицето се осветява от светлина, проникваща през прозореца от страничната страна от ляво. Зад гърба е втория пейзаж. Безспорно, най-хубавият ранен портрет на художника – „Неизвестен с медал на Козимо Медичи“ (ок. 1475). Портретът е рисуван с темпера на дъска. Моделът придържа с две ръце голям релефен медал от позлатен материал. За образец може да е послужил на портрет на Ханс Мемлинг („Неизвестен с медал“, Антверпен). Моделът е изобразен на фона на пейзаж – долината на река Арно, но за разлика от аналогичния мотив у Полайоло, той е предаден с опростен лаконизъм на детайлите. Картината съхранява външни отгласи от стила Полайоло, но преминава към новите тенденции на флорентинския портрет. В живописното решение и образен строй се забелязват и други стремежи на автора – в композицията, макар и спокойна, има някакво напрежение (неловкия наклон на главата, опечален изглед, подчертана демонстративност на жеста, контрастът на червеното и зеленото в облеклото).
- Ботичели. Портрет на жена с атрибути на св. Екатерина, т.нар. „Катерина Сфорца“ (Линденау)
- Ботичели. „Мъжки портрет“, Филанджиери
- Ботичели. „Портрет на млад човек с медал на Козимо Медичи“
- Сандро Ботичели, Женски портрет (ок. 1475), Палацо Пити (Флоренция)

Докато флорентинците и умбрийците от последната четвърт на 15 век все повече използват интериора и пейзажа в портрета, Ботичели драматично променя посоката на своя стил. От 1475 г. той „сгъва“ и умишлено въплъщава пространствената композиция, завинаги премахва пейзажа, опростява интериора, премахвайки перспективата и триизмерността от него и го превръща в линейно проследена рамка зад фигурата. Реалният обем и пространство са деформирани и абстрахирани. Полуфигурата запълва цялото поле на картината и е притисната между предния и геометричния фон. Художникът се стреми към линейно-ритмично изразяване на образа.
Женските портрети (известни от копия и реплики, вероятно от работилницата от 1480-те) предполагат, че Ботичели следва примера на Филипо Липи и отново се връща към строг профил с изящен силует и твърда рамка, ниша или прозорец. Пример за този вид е Портрет на жена (Галерия Палатина, ок. 1475-80) и хипотетичните профилни портрети на Симонета Веспучи.
Четири портрета на Джулиано Медичи са запазени в подобни версии; невъзможно е да се определи кой от тях е изписан от Ботичели със собствената му ръка, още повече приживе. Вашингтонският е най-интересен със скритата си символика. Джулиано Медичи във всички версии е изобразен с три четвърти завъртане на раменете и лицето му е почти в профил, на светъл фон. Светлосянката е лишена от пластична структура. Местният цвят се предава от декоративно петно, ясно изразен контур. Рисунката е обобщена и графична и подчинява всички средства за художествено изразяване. При такава композиция индивидуалният образ е лишен от жива непосредственост, той изглежда само запомнящ се образ извън времето и пространството. Лицето е обърнато, очите са сведени, образът е отчужден.
Следващият период включва неговите портретни изображения, създадени чрез фрески (виж по-горе). Композициите от това станават по-прости, а образите по-психологични, се появи реалистично начало. Той намалява размера на стативовите си портрети, не прави стилизирани интериорни фонове, смекчава акцента върху равнинни и линейни елементи, като се фокусира върху изражението на лицето. Пример за това е „Портрет на млад мъж“ (Лондон, ок. 1483 г.). Моделът е пренесен строго в предната част, като това е лишено от лесно движение. Но в тази принудителна неподвижност изразителната асиметрия на лицето става по-забележима. Тъмен фон и дрехи подчертават ярко лице, червена шапка внася пиърсинг нотка в кафяво-маслиновата гама.
Друг младежки портрет (Вашингтон) има подобни интонации. Дясната ръка, притисната към гърдите, е жест на сърдечна вярност, следователно, вероятно това е портрет на младоженеца или младоженеца. Именно тази меланхолична интонация помага да се разграничат портретите на Ботичели от творбите на неговите ученици. Бернсън, който отбеляза тази разлика, обедини голяма група картини под псевдонима Амико ди Сандро („приятел на Сандро“). По-късно редица от тези картини са върнати на авторството на Ботичели, а другата част е призната за работа на младия Филипино Липи.
Това са два портрета от Вашингтон и Лувъра, които според Гращенков трябва да се смятат за дело на младия Филипино Липи. Портретните изображения от този период улавят хора с висока художествена обективност (без драматичния израз, който присъства в религиозните картини на Ботичели от тези години - такъв е портретът на Микеле Маруло и Портретът на Лоренцо Лоренцано.
- Ботичели. «Младеж», Вашингтон
- Ботичели. «Микеле Маруло»
- Ботичели. «Лоренцо Лоренцано»

Историята на флорентинския портрет от 1480 г. е богата и разнообразна. Има няколко портретни тенденции:
- влияние на Ботичели (ранен период)
- началото на работилницата на Верокио, продължено в прозаичните портрети на неговия ученик Лоренцо ди Креди.
- работата на Гирландайо и неговия син Ридолфо Гирландайо се присъединява към предишния ред, който ще запази тази късна кватроцентистка тенденция до 1510 г., еклектично свързвайки я с Леонардо и Рафаело

Влиянието на Ботичели в творчеството на неговите съвременници се проявява по различни начини: в младия Филипино Липи по най-директния начин. Под негово впечатление работи Биаджо д'Антонио да Фиренце („Портрет на момче“, Вашингтон, „Портрет на млад мъж“, Музей „Метрополитън“). В тези два портрета се виждат външни техники - пейзажни фонове, въвеждане на ръцете в композицията. По-оригинален в интерпретацията си е авторът на „Портрет на непознат мъж“ от Лондон, вероятно Рафаелино дел Гарбо, вероятно ученик на Филипино Липи. Това е почти полуръст на млад мъж в черно, изместен в ъгъла на интериор с прозорци. Традиционното спокойствие на позата е нарушено от рязко завъртане на главата, движението й е продължено от силно наклонени очи - човекът сякаш се обърна при нечий глас. Лявата ръка неспокойно стиска наметалото, дясната леко докосва парапета. Рентгеновите снимки показват, че художникът е променил позицията на дясната си ръка и очертанията на дясното рамо най-малко три пъти. Завесите създават впечатлението, че сме видели този човек внезапно. А моделът, сякаш погълнат от работата си, избягва контакта със зрителя. Фигуративната концепция, близка до Ботичели, се комбинира тук с умбрийски мотиви в прозорците (следователно портретът трябва да се припише не на 1470-те, а на 1490-те г.).
Линията на поетично идеализиран женски портрет, в който индивидът е смекчен, е свързан с ранното творчество на Ботичели. Това доближава такива изображения до колективния тип лице, което се среща в религиозните картини на майстора. Особено лесно е да се превърне истинско лице във въображаем портрет в профилни композиции. Всички тези "портрети на Симонета Веспучи" по същество са идеални поетични образи. Например, Портрет на млада жена от Франкфурт характеризира скритата митологизация на образа – тези жени изглеждат етюди за Венери в екзотични костюми и безпрецедентни прически.

### Други художници
Изкуството на Ботичели е разпространено в аристократическите кръгове на флорентинците, близки до Лоренцо Медичи. По-земните бюргери предпочитат по-трезво и прозаично майсторство Лоренцо ди Креди, ученик на Верокио. Най-добрите му творби се отнасят към 1480—90-те години – това са неголеми религиозни картини и портрети, в които той използва интериорни и пейзажни мотиви, отдавна изработени в ателието. В повечето свои портрети той използва поясна композиция, позволяваща да се покаже жестикулацията на ръцете. Такъв портрет е Форли („Дама с жасмин (Катерина Сфорца?)“): жената е изобразена в стая, на фона на завески, през отворите по краищата се вижда пейзаж в нидерландски маниер. В ръцете на жената е изобразена клонка – символ на покаяние и смирение, даващ очистване. Лицето е доста прозаично, сближавайки се с флорентинките на Гирландайо.
В своя Автопортрет художникът изписва себе си на фона на пейзаж с леко наклонена глава. Очевидно той не е тънък физиономист, но умее щателно да предава натурата (възпитано в школата на Верокио), а така съумява да схване изменчивото изражение на живия поглед. Най-известната негова работа е „Портрет на Перуджино (?)“, който приписват и на самия Перуджино или на Рафаел. Неговата композиция – разположение на полуфигура почти във фас в ъгъла на стая с прозорец строго следва някакъв нидерландски образец, но по образен стил това е типично проявление на хуманистично самосъзнание на личността на човек от Италианския ренесанс.
Два пъти едно и също интериорно решение alla fiamminga използва в своите портрети Гирландайо. Първият, съдейки по по-късния надпис – „Портрет на Франческо Сасета със сина си Теодор“, вторият – „Портрет на дядо с внуче“ (ок. 1486 – 90), особено запомнящ се благодарение на обезобразеното от болест лице на стареца. Пейзажът в прозореца с мотиви, типични за Гирландайо и ателието му; изписан сухо, без въздушна замъгленост, за и самият образ е характерен суховатият прозаизъм на възприятието.
- Гирландайо
 „Портрет на дядо с внуче“
- Майнарди или Гирландайо
 „Портрет на момиче“, Лондон
- Гирландайо
 „Портрет на Лукреция Торнабуони“

На съвременниците очевидно тази документална достоверност им импонира. Това е видно от женските портрети. Те са близки до образите на неговите фрески – например „Портрет на Лукреция Торнабуони“. В единия случай има абсолютно точно съвпадение на профила на Джована Албица от Капела „Торнабуони“ с нейния посмъртен кавалетен портрет. Трудно е да се различат неговите портрети от произведенията на неговия брат Давид и шурея му Бастиано Майнарди („Портрет на момиче“, Лондон, „Женски портрет“, Музей „Линденау“, Алтенбург).
Но можем да кажем с увереност, че той притежава Диптих с портрети на неизвестни младоженци от Берлин (1490-те). За това, че това е диптих, говорят еднаквите размери и единната пейзажна панорама, в центъра на която има две дървета, чиито корони са плътно преплетени една с друга. На пътя има две фигури, мъжка и женска, хванати за ръце. Зад бюста на млад мъж, рисуван в три четвърти, се разгръща открито пространство от пейзаж с далечен град, кораби и мостове, пейзажът в портрета на момичето е пуст, а самата тя е нарисувана на фона на прозорец на лоджия с две колони (такъв фон има в един от портретите на Мемлинг). Зад гърба на момичето има рафтове с предмети с религиозна символика.
Творчеството на Лука Синьорели заема специално място в историята на флорентинския портрет. Той е родом от тосканския град Кортона и често е погрешно класиран сред умбрийските майстори. Той е ученик на Пиеро дела Франческа и именно Флоренция има решаваща роля за формирането му. Той успява да долови антикизисните тенденции. Неговият "Портрет на адвокат" (1485-95, Берлин) се отличава с класически детайли и се откроява от редица флорентински и умбрийски портрети с уголемени форми на лицето, пластична масивност, голям реализъм на чертите, големи цветни петна, монументална лапидарност на портретния бюст.
Пиеро ди Козимо по-своему продължава субективното романтично тълкуване на образите и интерес към Античността на Ботичели. Такава е неговата „Симонета Веспучи – Клеопатра“. Това се вижда не толкова във фигурата, колкото в изпълнението на пейзажа. Неговата отличителна черта е фантастичността на замисъла, но неговият портретен диптих от Амстердам (ок. 1495), говори за способност му да портретира от натура. Той изобразява зад еднакви парапети, догръдно, в близък план архитекта Джулиано да Сангало и неговия баща Франческо Джамберти (отдавна починал). И двата портрета са снабдени с атрибути – пергел пред архитекта и лист с ноти пред баща му. Двете лица се отличават „веризъм“, заради което те даже се приписват на нидерландеца Лука Лайденски. Сякаш „по-северно“ са изписани и пейзажите на задния план. Тази реалистичност безусловно е подсказана от майстора на „Олтар на Портинари“. Все пак този диптих с неговите явни нидерландизми изпада от общата еволюция на флорентинския портрет.
- Пиеро ди Козимо. «Т.нар. Портрет на Симонета Веспучи в образа на Клеопатра»
- Пиеро ди Козимо. «Портрет на архитекта Джулиано да Сангало»
- Пиеро ди Козимо. «Портрет на Франческо Джамберти»

През този период, с цялото си разнообразие, от около 1490 г., интересът към интериорната композиция внезапно изчезва и броят на откритите пейзажни фонове се увеличава. Тази тенденция, която за първи път е определена от нидерландците, е подхранвана от влиянието на умбрийските майстори. Пейзажният фон обогатява и променя камерната концепция на портретната композиция. Главата, издигаща се над пространството на пейзажа, придобива скрита монументалност и тържественост, която неутрализира засилването на жанрово-натуралистичните черти, характерни за това време, в изобразяването на човек. В същото време, сравнявайки пейзажите от края на века с тези от 1460-те и 1470-те години, може да се забележи силно отклонение от топографската достоверност и документалност в посока на добре композиран пейзаж с тихо идилично настроение. Тези пейзажи, стереотипни по отношение на набора от мотиви, са особено успешни за умбрийците. Те винаги са изградени в тънка ритмична хармония на общи очертания и детайли със силуетите на полуфигура на преден план. Склоновете на планините или скалите образуваха един вид зад кулисите, там бяха изрисувани тънки дървета с изчислението. Зад гърба на модела може да се види долина с редки горички или отделни дървета (със сферични корони, като тези на Нидерландия). В далечината стените и кулите на града бяха почти винаги изрисувани със заострени камбанарии и покриви, по-типични за Севера, отколкото за Италия.

Типичен пример за такава последователност е Портретът на момче от Пинтурикио. Той не е новатор в това, следвайки стъпките на Перуджино. Много характеристики на пейзажа на Умбрия вече са видими в "Автопортрет" на Лоренцо ди Креди. Поради тази причина дори по едно време много портрети от кръга на Перуджино са приписани на четката на Лоренцо ди Креди, включително дори самото „Момче“. Друг „Портрет на млад мъж“ (Вашингтон) се приписва на Перуджино, дело на Аньоло или Донино ди Доменико дел Мациери, който работи с черти на Умбрия. В тази творба се появи важна композиционна особеност: млад мъж, замечтано гледащ нагоре, е изобразен до кръста, ръцете му са поставени една върху друга и лежат на парапета.
Именно тази най-разширена пространствена композиция дава Перуджино в „Портрет на Франческо дел Опера” (1494). Устните на модела са плътно стиснати, очите му са приковани към зрителя, пухкавата коса обгражда лицето му, в ръката му има лист хартия с линии от Апокалипсиса. Фигурата е разгърната фронтално и заема цялото поле на картината. Рамената лежат върху парапета и придават допълнителна стабилност на композицията. Сериозността на лицето подчертава идиличния пейзаж съвсем в умбрийската традиция, но в същото време с повече ефирност и тържествено спокойствие. Художникът избягва ненужните детайли.
Десет години по-късно Леонардо да Винчи ще изписва „Джокондата“ във Флоренция. Психологизмът на нейния образ остава неразбран от съвременниците, но намерената от него формула на портретна композиция веднага получава широко разпространение. Леонардо е свързан с традицията на флорентинския портрет на Късното куатроченто, но променя радикално неговата художествена схема в едно отношение: той унищожава парапета на преден план на картината и по този начин премахва бариерата, разделяща пространството на картината от реалното пространство на зрителя. Фигурата на спокойно седнала Джоконда с ръце, лежащи върху подлакътника на стола, се отваря напълно за погледа на зрителя, лесно е да си я представите в пълен растеж. Тази техника просто постига по-силна монументалност на изображението. Самият Леонардо пише, че портретите трябва да бъдат рисувани в засенчено пространство с дифузна светлина, така че е разбираемо защо той запазва рудиментите на вътрешната композиция (която беше толкова обичана в школата на Верокио): нисък парапет и ръбът на основата на колоните на лоджията. Благодарение на тази архитектурна бариера планинският пейзаж изглежда по-далечен, а тази отдалеченост го прави сюрреалистичен и фантастичен. Разликата между „Джоконда“ и схемата на Късното куатроченто (въплътена от Перуджино) е в решението на предния план, както и в различното съотношение на фигурното и пейзажното пространство.
Тогава Рафаело Санцио използва новаторската идея на Леонардо, опростявайки я до краен предел: сдвоени портрети на съпрузите Анджело и Мадалена Дони (ок. 1506 г.). Позите и жестовете свободно повтарят Джокондата, но пейзажът е почти същият като на Перуджино. Едва по-късно той намира свое собствено решение на портрета, наистина класическо: в своите римски портрети той изоставя пейзажния фон и цялото внимание се съсредоточава върху фигурата. Композиционната формула на Леонардо ще получи ново съдържание от него („Портрет на Балдасаре Кастильоне“, 1515 г.).
- Рафаело. «Портрет на Анджело Дони»
- Рафаел. «Портрет на Магдалена Дони»
- Рафаел. «Портрет на Балдасаре Кастильоне»

Този нов тип портретна композиция - седналата фигура за почти едно поколение - става отличителен белег на много портрети от Високия Ренесанс. Но за дълго време той ще бъде еклектично съчетан с дребнавата и прозаична интерпретация на образа, присъщ на Куатроченто в редица флорентински портрети от 1500-1520-те г. Но въпреки че границите между края на Ранния Ренесанс и началото на Високия Ренесанс са доста размити, във Флоренция именно "Портретът на Франческо дел Опера" на Перуджино трябва да бъде признат за кулминацията на Ранния Ренесанс.

## Към края на периода
Към края на XV век, при всички стилистични различия в школите и индивидуалностите на художниците, в развитието на кавалетния портрет се забелязва определено единство в разбиране на образа на човека и средствата на художествена изразителност. Почти повсеместно има тежнение към сдържаност, затвореност и съзерцателност на портретния образ. Отделни опити за психологическо вглъбяване на даден етап още не получават пълна творческа реализация – вътрешният свят на модела по-старому се възприема като типичен. Художниците на Флоренция, Умбрия, Ферара, Болоня, Милано, Венеция и др. използват едни и същи прийоми на построяване на портретната композиция, която съществува в няколко типични варианти. Моделът се дава в три четвърти или във фас, догръдно или до пояс (с изрисувани ръце), на неутрален (тъмен или светъл) фон, или в интериор с 1 – 2 прозореца, или също на фона на пейзажна панорама. Своеобразието на местните школи се проявява само в колоритния строй и в трактовката на пейзажа.
Много формално-типологически особености на портрета от Късното Куатроченто преминават към портрета на Зрелия ренесанс. Но в новата епоха композицията и образното съдържание радикално се трансформират в посока на голяма представителност, социална конкретност и индивидуална психологическа вглъбеност.
Макар да се счита, че портретът през Зрелия Ренесанс е по-значим в традицията на европейското портретно изкуство, то по-скромните портрети от Ранния Ренесанс притежават своя самостоятелна ценност. Никога повече новият идеал за човека (роден през Ренесанса), няма да има такава простота, яснота и цялостна форма на изразяване, както през XV век. По-късният портретен образ става по-богат, по-сложен и по-тънък, с по-голяма острота и драматизъм. В него обаче липсва това радостно и силно чувство, което произтича от първото откриване на ценността на човешката личност. Липсва и тази безметежна хармония между индивидуалното начало и типичните черти.